# Großglockner
Der Großglockner (häufig auch kurz Glockner genannt) ist mit einer Höhe von rund 3798 m ü. A. der höchste Berg Österreichs. Die markante Spitze aus Gesteinen der Grünschieferfazies gehört zur Glocknergruppe, einer Bergkette im mittleren Teil der Hohen Tauern, und gilt als einer der bedeutendsten Gipfel der Ostalpen. Seit den ersten Erkundungen Ende des 18. Jahrhunderts und der Erstbesteigung durch vier Teilnehmer einer Großexpedition unter der Leitung von Fürstbischof Salm-Reifferscheidt-Krautheim im Jahr 1800 spielte der Großglockner eine wichtige Rolle in der Entwicklung des Alpinismus. Bis heute ist er von großer Bedeutung für den Fremdenverkehr in der Region und mit mehr als 5000 Gipfelbesteigungen pro Jahr ein beliebtes Ziel der Bergsteiger. Der Blick auf den Berg, eines der bekanntesten Wahrzeichen Österreichs, ist die landschaftliche Hauptattraktion der Großglockner-Hochalpenstraße.

## Geographie

### Lage und Umgebung
Der Großglockner ist Teil des Glocknerkamms, eines Gebirgskamms der Glocknergruppe (Österreichische Zentralalpen), der am Eiskögele in südöstlicher Richtung vom Alpenhauptkamm abzweigt und dort die Grenze zwischen den Bundesländern Tirol im Südwesten und Kärnten im Nordosten bildet. Diese Grenze ist auch die Wasserscheide zwischen dem Kalser Tal mit seinen Seitentälern auf der Osttiroler und dem Mölltal mit der Pasterze auf der Kärntner Seite. 
Die Gegend um den Berg ist außerdem seit 1986 Bestandteil des Sonderschutzgebietes Großglockner-Pasterze innerhalb des Nationalparks Hohe Tauern.
Der Großglockner ist der höchste Berg der Alpen östlich der 175 km entfernten Ortlergruppe und weist nach dem Mont Blanc die zweitgrößte geografische Dominanz aller Berge der Alpen auf. Auch seine Schartenhöhe ist mit 2.428 Metern nach dem Montblanc die zweitgrößte aller Alpengipfel. Somit ist der Berg eine der eigenständigsten Erhebungen der Alpen.
Die bedeutendsten Orte in der Umgebung des Berges sind Kals am Großglockner (1324 m) im Kalser Tal in Osttirol, vom Gipfel aus ungefähr acht Kilometer in südwestlicher Richtung gelegen, und Heiligenblut am Großglockner (1291 m) im Mölltal in Kärnten, vom Gipfel aus ca. zwölf Kilometer in südöstlicher Richtung. 

#### Aussicht
Die Aussicht vom Großglockner gilt als eine der weitesten aller Berge der Ostalpen, sie reicht über 220 Kilometer weit, unter Berücksichtigung der terrestrischen Refraktion fast 240 Kilometer. Der Blick über mehr als 150.000 Quadratkilometer Erdoberfläche reicht bis zur Schwäbisch-Bayerischen Ebene im Nordwesten, bis zum Böhmerwald im Norden, zum Adamello (197 km) im Südwesten, zum Ortler und zum 226 km entfernten Piz Bernina im Westen, zum Hochvogel im Allgäu (174 km), zum Auslauf zur Poebene und zum Triglav im Süden sowie zum Toten Gebirge und Gesäuse im Osten.

### Topographie

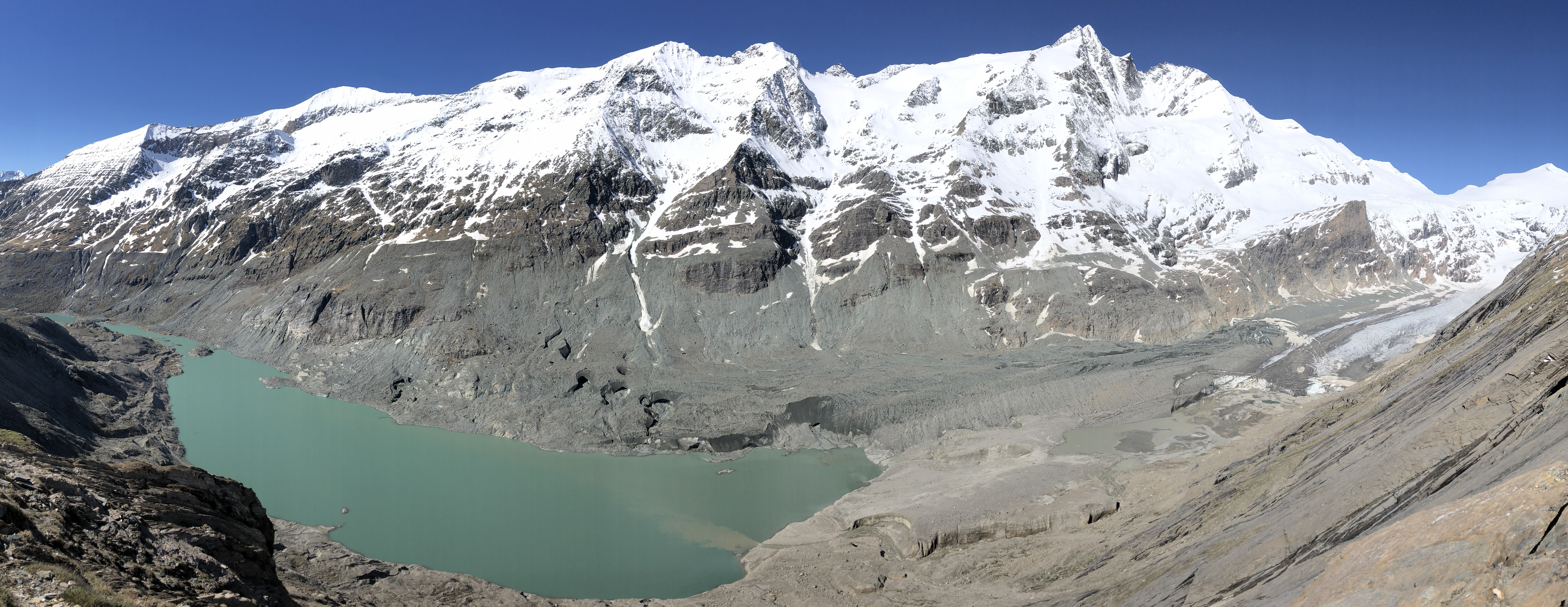
Großglockner mit Umgebung von Nordosten (Mai 2025): Leiterköpfe, Schwertkopf, Schwerteck, Kellerskopf, Hohenwartkopf, Adlersruhe, Kleinglockner, Obere Glocknerscharte, Großglockner, Glocknerhorn, Untere Glocknerscharte, Glocknerwand, Teufelskamp, Romariswandköpfe, Schneewinkelkopf, Eiskögele, Untere Ödenwinkelscharte und Johannisberg, vorn Pasterze mit See und Hofmannskees, Glocknerkees sowie Teufelskampkees

Der Großglockner ist ein pyramidenförmiger Felsgipfel, der aufgrund seines hochalpinen, stark vergletscherten Erscheinungsbildes häufig mit den Bergen der Westalpen verglichen wird. Mit dem 3770 m hohen, südöstlich vorgelagerten Kleinglockner bildet er einen markanten Doppelgipfel. Ob der Kleinglockner als Nebengipfel oder eigenständiger Hauptgipfel anzusehen ist, wird in der Literatur unterschiedlich gehandhabt. Aufgrund seiner geringen Schartenhöhe und Dominanz sowie der engen Verknüpfung seiner Besteigungsgeschichte mit der des Großglockners wird er in historischen Veröffentlichungen zum Großglockner gezählt, aufgrund eigenständiger Routen wertet ihn die Bergsteigerliteratur jedoch als selbstständigen Gipfel.
Zwischen beiden Gipfeln liegt die Obere Glocknerscharte, die mit 3756 m höchste Scharte Österreichs, von der ein bis 55° geneigtes Couloir 600 Höhenmeter zum Glocknerkees hinabzieht, die nach dem Bergsteiger Alfred von Pallavicini benannte Pallavicinirinne. 
An diese in nordöstlicher Richtung verlaufende Rinne schließen sich Nordost- und Nordwand des Großglockners an. Begrenzt werden diese vom Nordwestgrat, einem Teil des Hauptgrates des Glocknerkamms, der über die Grögerschneid (3660 m) und die Graterhebungen Glocknerhorn (3680 m) und Teufelshorn (3677 m) zur Unteren Glocknerscharte (3598 m) verläuft, an die sich die 3721 m hohe Glocknerwand anschließt.
Nach Südwesten hin entsendet der Großglockner einen ausgeprägten Grat, den Stüdlgrat (benannt nach Johann Stüdl), der mit seiner Verlängerung, dem Luisengrat, die Westwand und den darunter liegenden Gletscher Teischnitzkees von der Südwand mit dem anschließenden Ködnitzkees trennt. Die Südwand wird unterhalb der Oberen Glocknerscharte von der Pillwaxrinne durchzogen, der Großteil der Südwand liegt östlich dieser Rinne unterhalb des Kleinglockners. Die Ostseite des Kleinglockners, das Glocknerleitl, ist bis knapp unterhalb des Gipfels vergletschert und findet zur Pasterze hinab im Kleinglockner- und Hofmannskees ihre Fortsetzung.

## Geologie

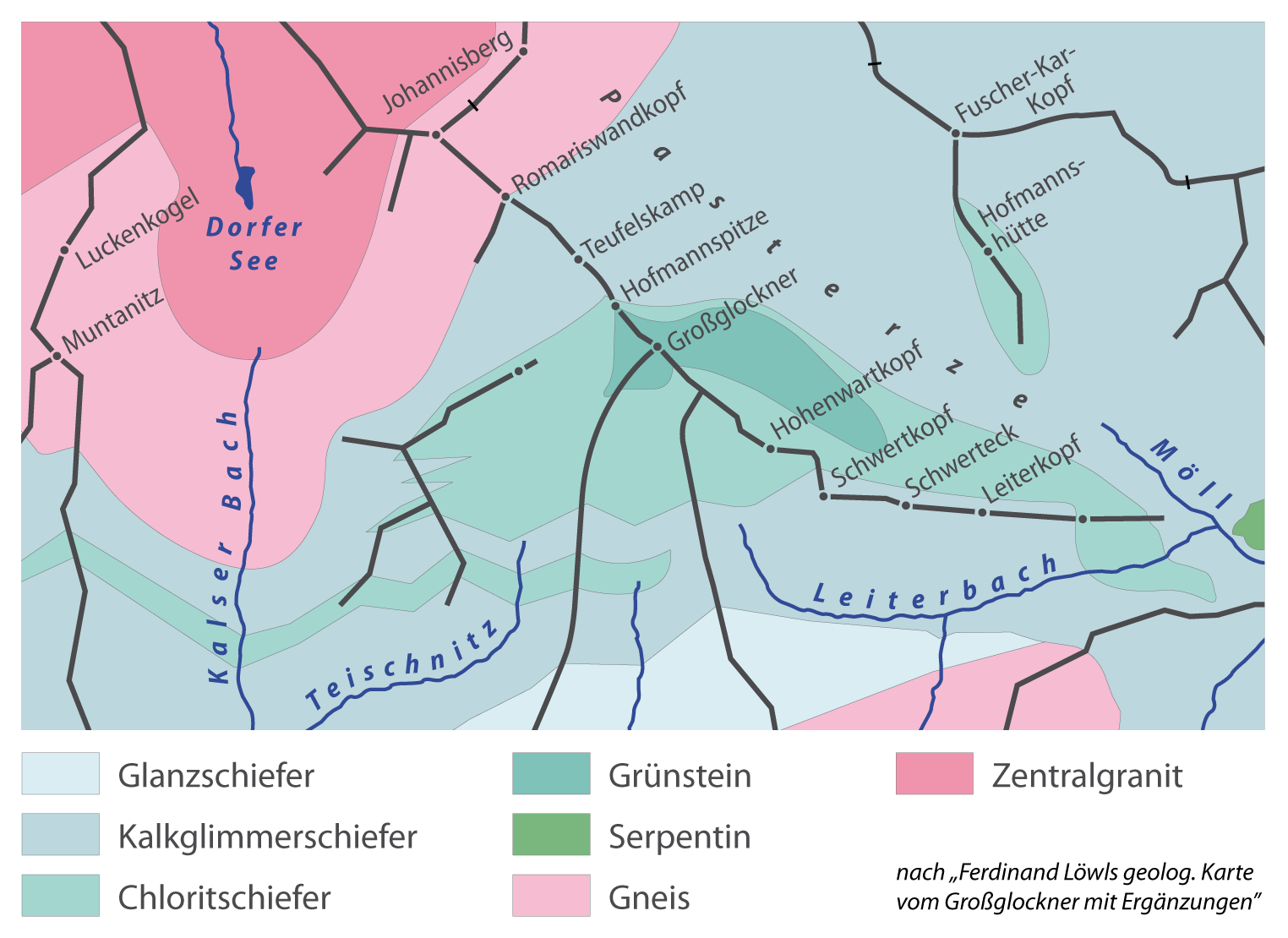
Geologische Karte des Großglockners und seiner Umgebung, nach Ferdinand Löwl, 1898. Anm.: Der „Zentralgranit“ wird heute zutreffender als „Zentralgneis“ bezeichnet.

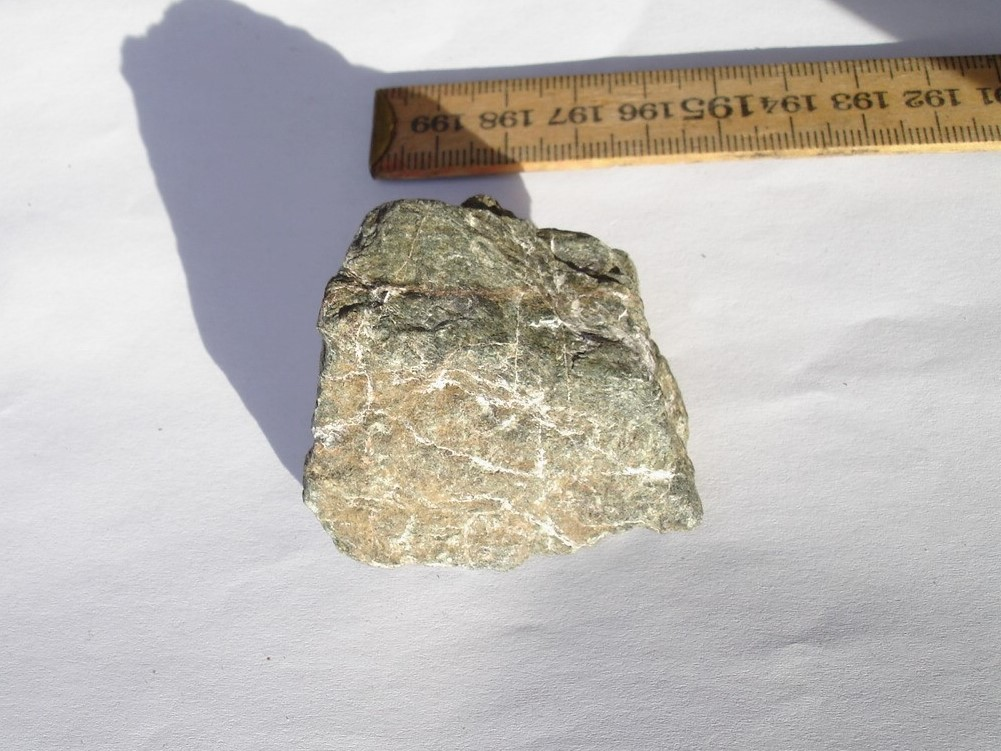
Stein vom Gipfel des Glockners

Der Großglockner befindet sich im Mittelteil des Tauernfensters, einer west-östlich ausgedehnten Zone des Oberen Penninikums, die durch tektonische Hebung (Exhumierung) im Zusammenspiel mit Erosion entstanden ist. Dort treten heute Gesteine zutage, die aus einer Tiefe von mehr als 10 km in den obersten Bereich der Erdkruste gelangt sind und nachfolgend, aufgrund anhaltender Abtragung des Gebirges, schließlich den ostalpinen Deckenstapel durchbrochen haben.
Der Großglockner besteht aus magmatischem Gestein und Sedimenten, die unter dem hohen Druck der Tiefe zu den heutigen besonders harten kristallinen Schiefern umgewandelt wurden. Seine Höhe ist hauptsächlich auf die Verwitterungsbeständigkeit des grünlich gefärbten Gesteins Prasinit (früher Grünstein genannt) zurückzuführen, das, eingebettet in Chloritschiefer, den Gipfel aufbaut. Bei diesem Prasinit handelt es sich um Basalte, die als ehemalige Ozeanböden des Penninischen Ozeans später metamorph überprägt worden sind. Neben Prasinit sind auch Serpentinite, Breccien, Quarzite und Phyllite am Aufbau der Großglockner-Basis beteiligt.
Das Großglocknergebiet ist umgeben von mächtigen Schichten des Bündnerschiefers, die an der Nordflanke des Glockners, an der Glocknerwand, am Glocknerkamp und Hohenwartkopf zu Tage treten und aus Kalkglimmerschiefer bestehen. Im Lauf der alpidischen Gebirgsbildung entstand die Obere Glocknerscharte, die den Groß- vom Kleinglockner trennt, durch eine nordöstlich-südwestlich streichende geologische Störung. Diese Gefügestörung zieht sich von der Pallavicinirinne hinauf zur Scharte und verläuft durch die Pillwaxrinne parallel zum Stüdlgrat hinunter ins Ködnitzkees.

## Flora und Fauna

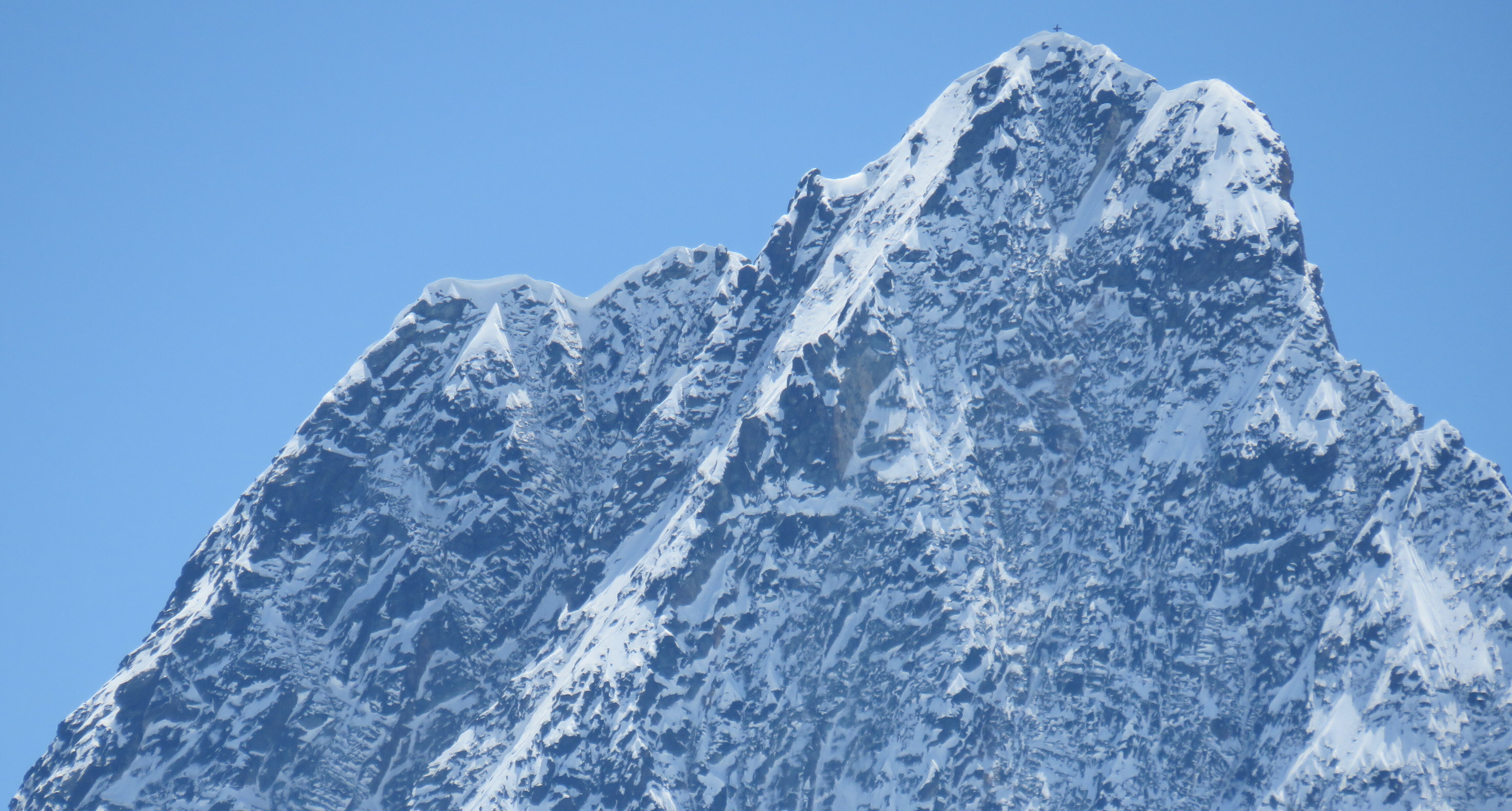
Glocknerleitl, Kleinglockner, Obere Glocknerscharte (Normalweg), Großglockner, Nordwestgrat (Juni 2025)

Die Flora des Großglocknergebiets besteht aus alpinen und subalpinen Pflanzenarten. Die Waldgrenze der hochstämmigen Bäume markiert den Übergang der beiden Bereiche und erreicht eine Höhe von 2000 bis 2200 Metern. Die Schneegrenze liegt bei etwa 2600 bis 2700 Metern, wo jeder zusammenhängende Pflanzenbewuchs aufhört. Einzelne hochalpine Arten, wie der Gletscherhahnenfuß und verschiedene Flechten, finden sich jedoch noch unmittelbar unterhalb des Gipfels.
Neben der Gämse und dem Murmeltier sind im Nationalpark Hohe Tauern und damit auch im Glocknergebiet Gänsegeier, Bartgeier und Steinadler vertreten. Darüber hinaus sind bis in höchste Gipfellagen verschiedene Schmetterlingsarten anzutreffen. Erste Projekte zur Wiederansiedlung des Alpensteinbocks gab es bereits 1914. In den 1960er Jahren wurden solche Pläne erstmals umgesetzt, heute (2006) lebt im Gebiet Großglockner-Pasterze eine der größten Steinbockpopulationen der Hohen Tauern.

## Touristische Bedeutung und Erschließung

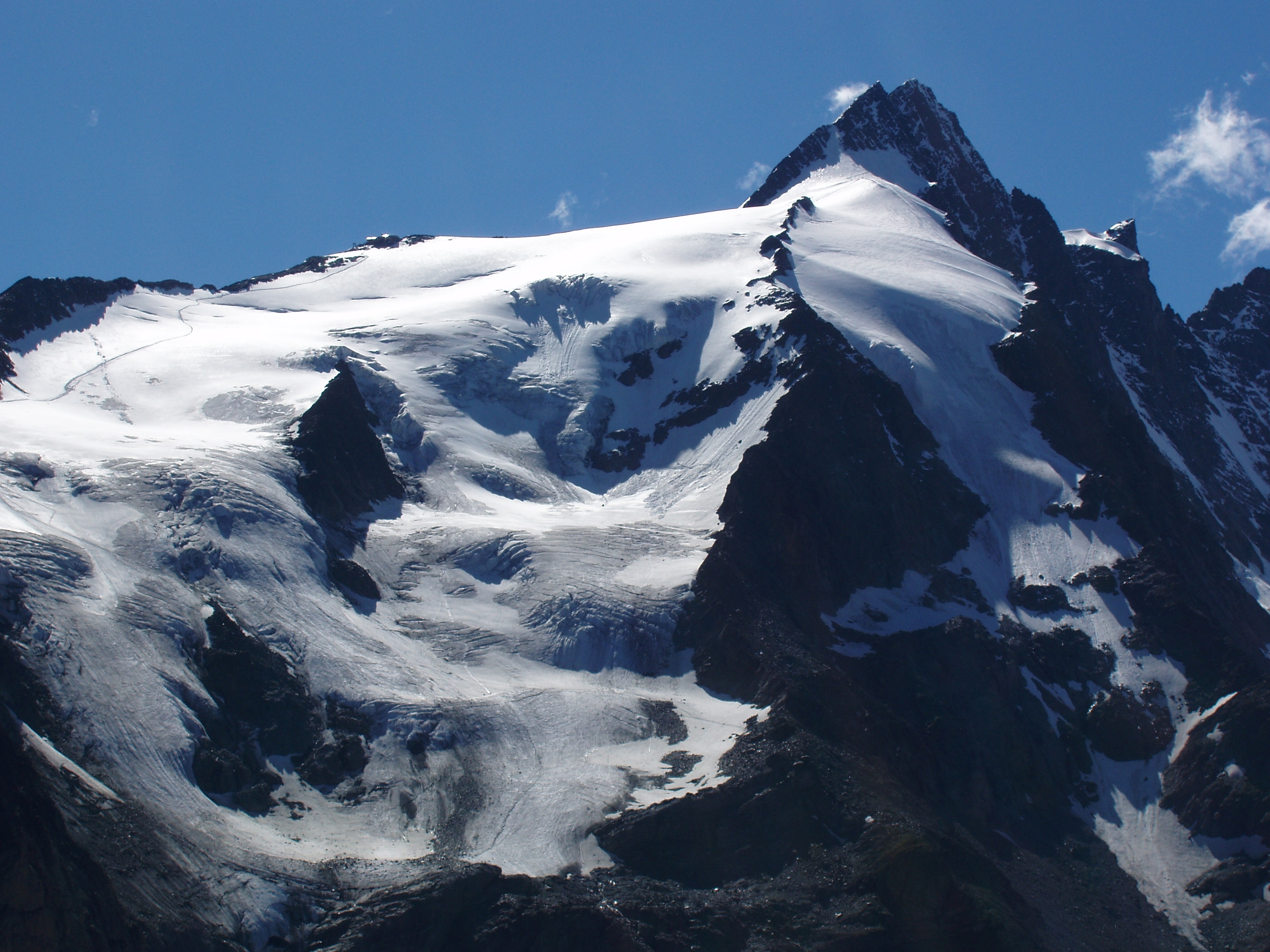
Blick von der Kaiser-Franz-Josefs-Höhe zum Glockner (2005)

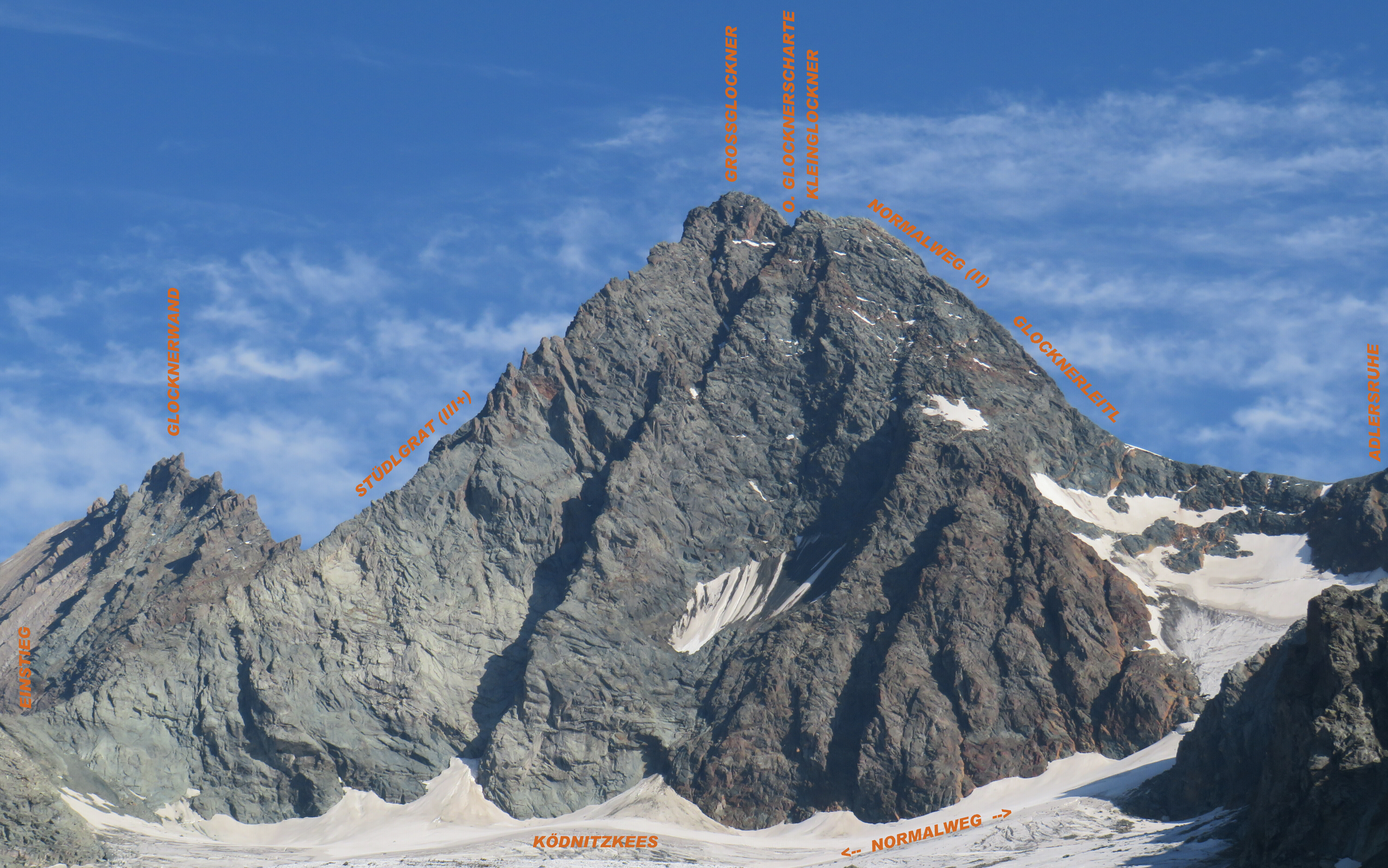
Die bedeutendsten Routen auf den Großglockner: Stüdlgrat und Normalweg via Kleinglockner (2020)

1919, als Südtirol nach dem Vertrag von Saint-Germain Italien zugesprochen wurde, löste der Glockner den Ortler als höchsten Berg Österreichs ab. Nach dem Ersten Weltkrieg gewann er wachsende touristische Bedeutung, die bis heute anhält und viele Besucher anzieht, an schönen Sommertagen mehr als 150. Die Glocknerrunde, eine vom Österreichischen Alpenverein und dem Nationalpark Hohe Tauern als Pauschalangebot ausgearbeitete einwöchige Wanderung rund um den Großglockner, bietet einen weiteren Anziehungspunkt für den wachsenden Trekkingtourismus in der Region. Kommerziell bedeutsamer ist heute jedoch weniger der Alpinismus als vielmehr der automobile Massentourismus auf der Großglockner-Hochalpenstraße. Der Blick zum höchsten Berg Österreichs von der Franz-Josefs-Höhe (historische Schreibung: Kaiser-Franz-Josephs-Höhe) aus ist eine der größten Attraktionen dieser Erlebnisstraße und zieht jährlich etwa 900.000 Besucher an. Die Gesamtzahl seit der Eröffnung im August 1935 wird auf über 56 Millionen Besucher (Stand 2005) geschätzt, damit gilt der Großglockner nach dem Schloss Schönbrunn als die zweitbeliebteste Sehenswürdigkeit Österreichs.
Er wird auf Briefmarken und den Wappen der Gemeinden Kals am Großglockner sowie Heiligenblut dargestellt.
Seit 2007 dient der Name „Großglockner“ als gemeinsame Marke der Nationalparkregion Hohe Tauern und der Großglockner-Hochalpenstraße.

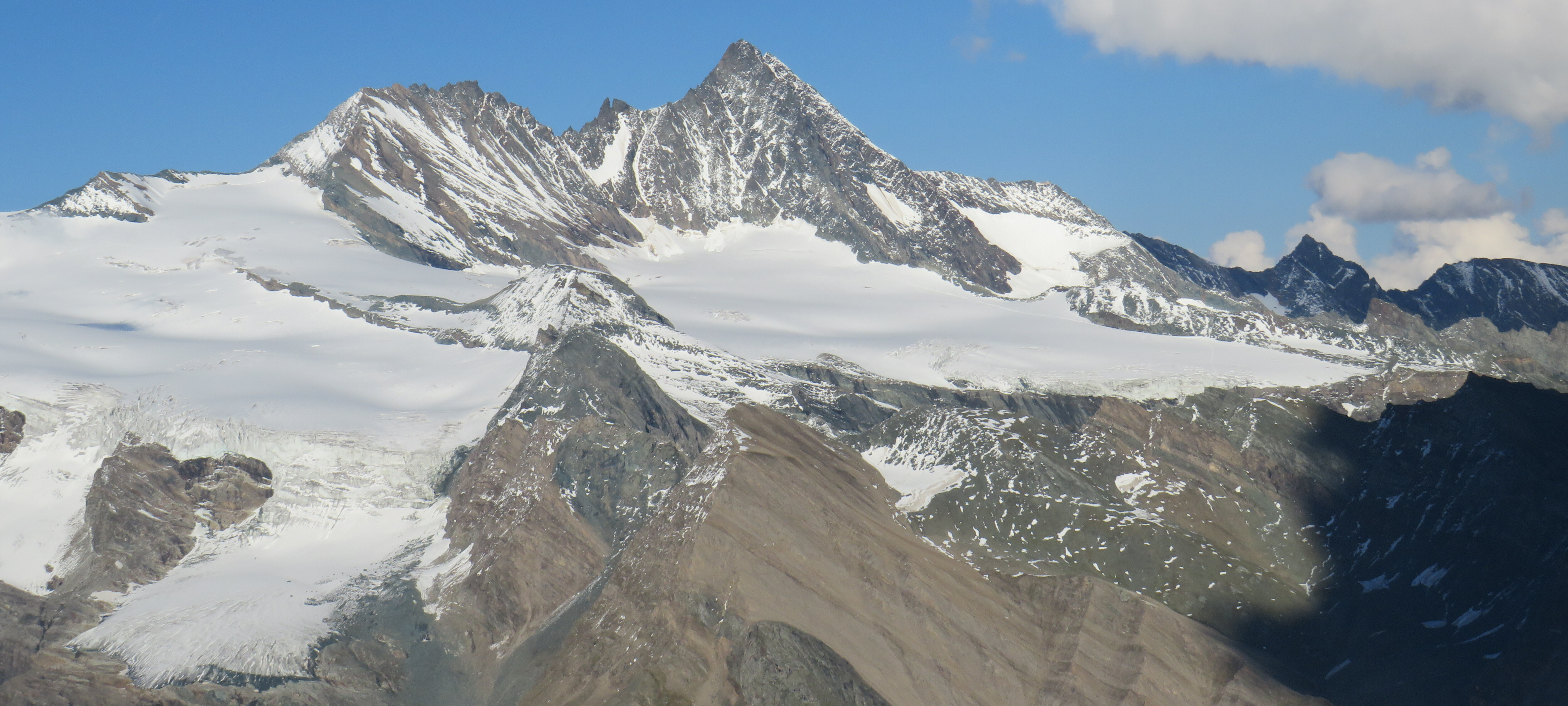
Glocknerwand, Teufelshorn, Glocknerhorn, Großglockner, Kleinglockner, Adlersruhe, Hohenwartkopf, Kellersberg (Ansicht aus Südwest von links nach rechts), vorn mittig Gramul, links Fruschnitzkees, mittig Teischnitzkees, rechts hinten Ködnitzkees (2021)

Der Großglockner weist mit mehr als 30 in der Literatur beschriebenen Routen eine hohe Anzahl von Anstiegsmöglichkeiten auf. Dies ist neben der aus seiner Höhe resultierenden alpinistischen Attraktivität auch auf seine verhältnismäßig komplizierte Struktur aus Graten, Rinnen, Gletschern und Felswänden zurückzuführen.
Als Stützpunkte für eine Begehung des Großglockners dienen auf der Osttiroler Seite im Südwesten das Lucknerhaus (1918 m), die Lucknerhütte (2241 m), das Kalser Tauernhaus (1755 m) und die Stüdlhütte (2802 m). Auf der Kärntner Seite im Osten ist für den Normalweg, den leichtesten Anstieg, besonders die Erzherzog-Johann-Hütte auf der Adlersruhe (3454 m) von Bedeutung, die höchstgelegene Schutzhütte Österreichs. Weitere Stützpunkte sind das Glocknerhaus (2132 m), die Salmhütte (2638 m) und das über die Großglockner-Hochalpenstraße erreichbare Franz-Josefs-Haus (2363 m) auf der Kaiser-Franz-Josefs-Höhe. Die auf 2444 m gelegene Hofmannshütte, die in kurzem Anstieg von der Franz-Josefs-Höhe erreicht werden konnte, war wegen Baufälligkeit seit 2005 geschlossen und wurde im September 2016 abgerissen, das Gelände wurde renaturiert.
Auf 3205 m, nördlich des Großglocknergipfels am Nordrand des Glocknerkees', liegt das Glockner-Biwak, heute eine Biwakschachtel aus dem Jahr 2020 in Polyederform auf Stelzen, die als Stützpunkt für Begehungen der nordseitigen Anstiege auf den Glocknerkamm dient. Der Vorgängerbau aus 1958 hatte Tunnelform.

### Leichtester Anstieg

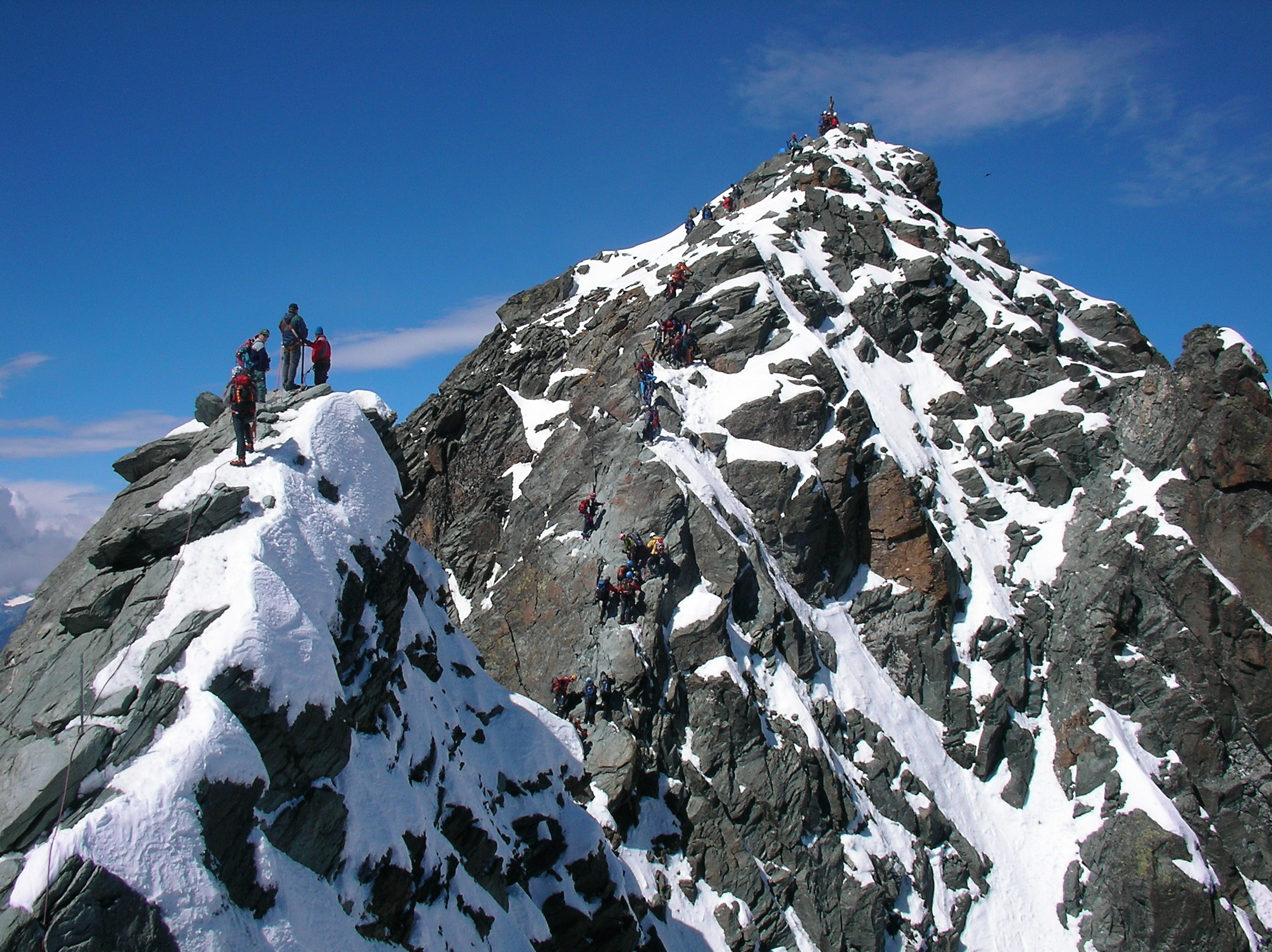
Kleinglockner (vorn), Obere Glocknerscharte und Großglockner

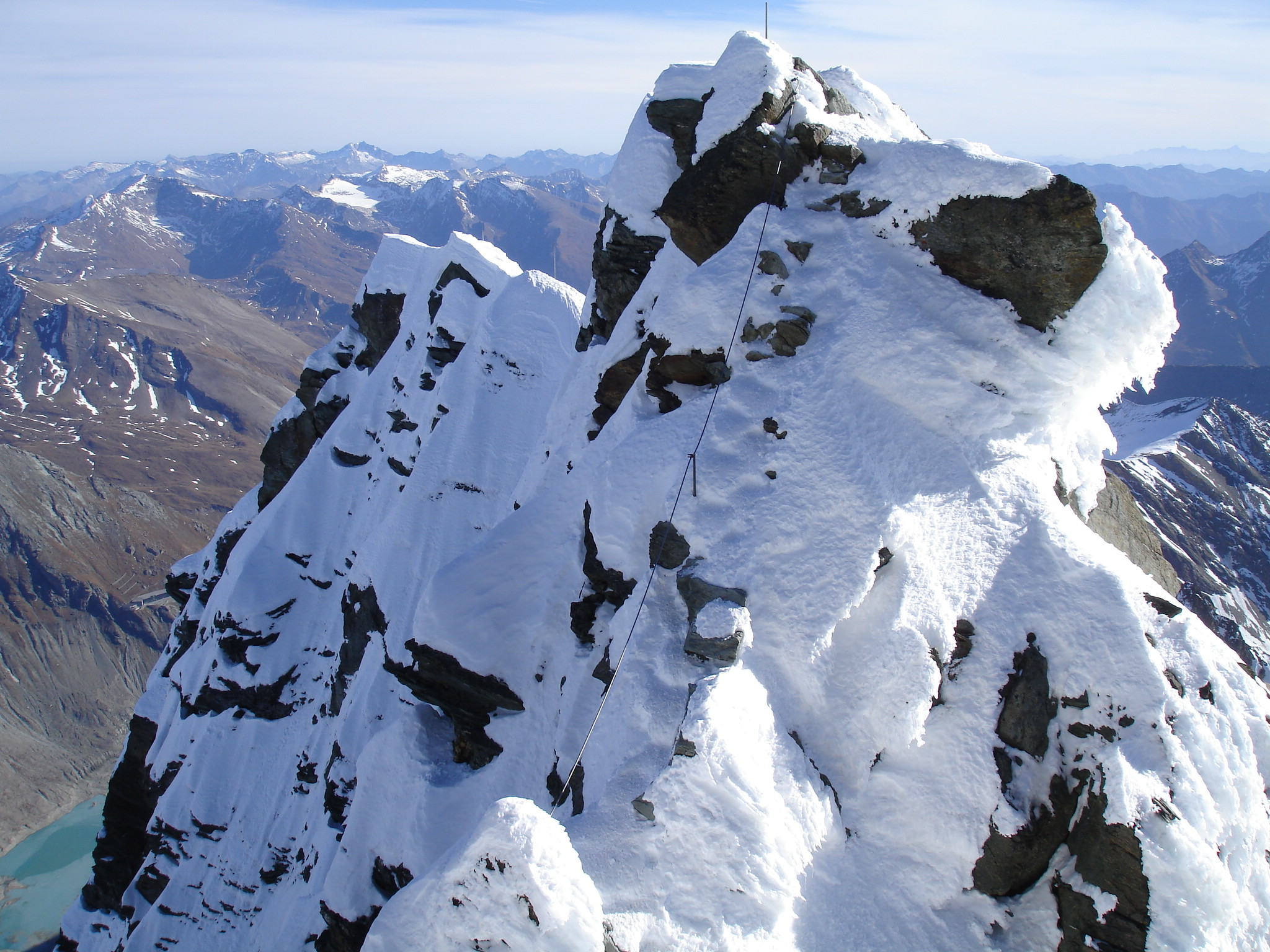
Das Fixseil, das vom Kleinglockner (Stange) in die Glocknerscharte führt

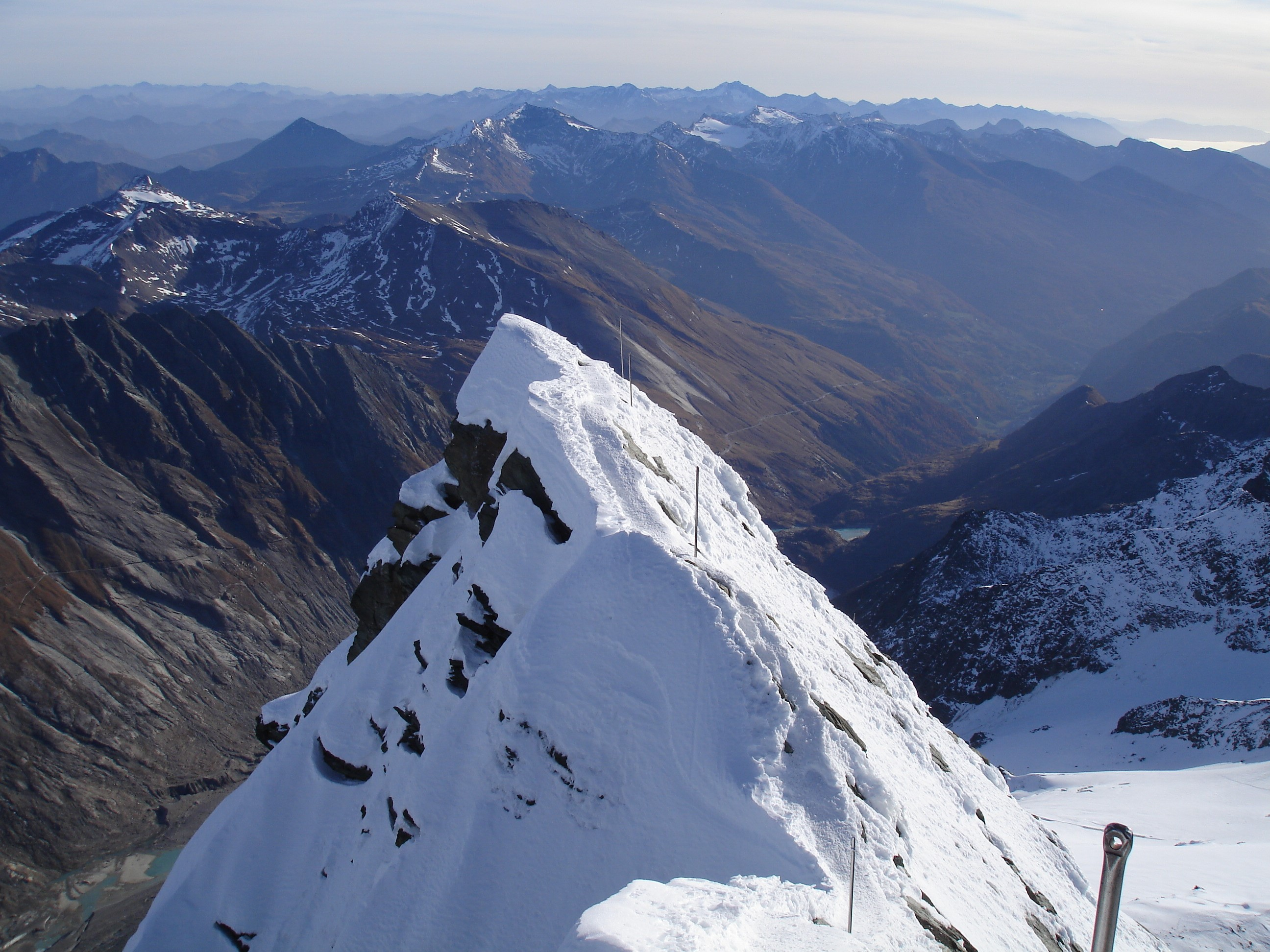
Enorme Ausgesetztheit auf dem Normalweg - Rückblick vom Kleinglockner

Von den vielen Anstiegen zum Gipfel gilt nur der heutige Normalweg, der Weg, den bereits die Erstersteiger im Jahr 1800 nutzten, mit dem Schwierigkeitsgrad II nach UIAA als verhältnismäßig einfach.
Ausgangspunkt dieses Weges ist die Erhebung Adlersruhe (auf der heute die Erzherzog-Johann-Hütte steht) am Südostrücken des Kleinglockners.
Er kann von der Stüdlhütte im Süden über das Ködnitzkees, von der östlich gelegenen Kaiser-Franz-Josefs-Höhe über das Hofmannskees oder von der Salmhütte im Südosten über das Hohenwartkees und die Hohenwartscharte erreicht werden. Von der Adlersruhe führt der Weg vorbei am sogenannten Bahnhof über das Glocknerleitl (wegen Ausaperung inzwischen im oberen Teil am Übergang zu den Felsen mit Fixseilen versehen), den großteils vergletscherten Ostrücken des Kleinglockners, fast ohne Felsberührung bis knapp unter den Kleinglocknergipfel.
Der letzte Aufschwung zum häufig stark überwechteten Kleinglockner ist mit Stahlstangen versehen. Der folgende, mit Drahtseilen versicherte Abstieg zur Oberen Glocknerscharte und die Überquerung dieses acht Meter langen, nur einen halben Meter breiten und nach beiden Seiten hin ausgesetzten Übergangs gilt als eine Engstelle des Normalweges, wo es sowohl im Auf- als auch im Abstieg des Öfteren zu anhaltenden Stauungen mit langen Wartezeiten kommen kann. Die 30 Meter von der Scharte zum Gipfel gelten mit dem Schwierigkeitsgrad II (UIAA) als der klettertechnisch schwierigste Abschnitt und als die Schlüsselstelle des Normalwegs.

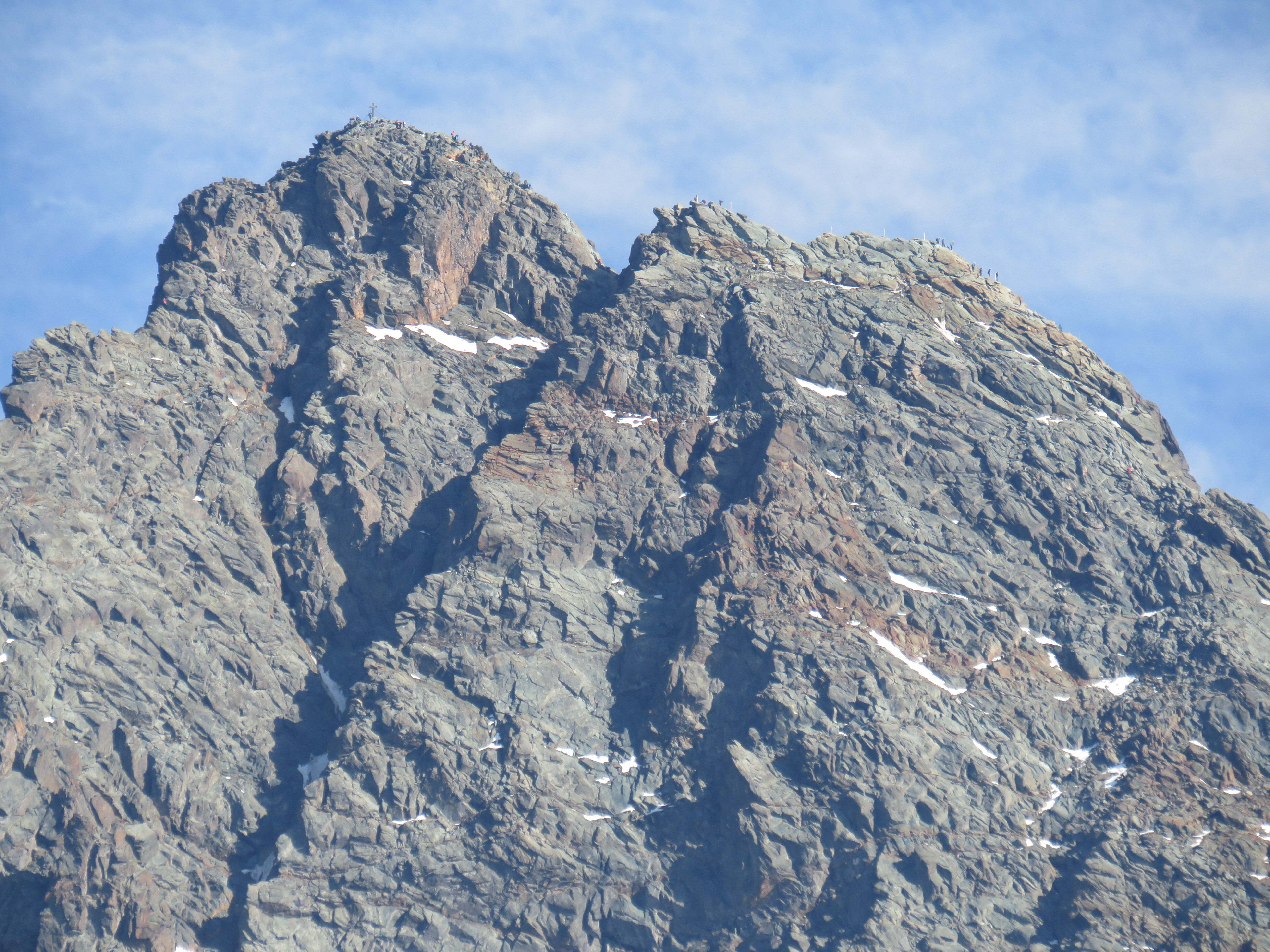
Gipfelaufbau des Großglockners von Süden: Stüdlgrat, Großglockner, Obere Glocknerscharte, Kleinglockner, (von links nach rechts)

Wegen der zunehmenden Ausaperung (→ Folgen der globalen Erwärmung in Österreich) vor allem im Spätsommer im Bereich des Glocknerleitls und der damit einhergehenden erheblichen Zunahme von Steinschlaggefahr und Erhöhung der Schwierigkeiten der Normalroute (statt wie bisher Eis/Firn nun im Übergang zu den Felsen immer größer werdende eis- und schneefreie Bereiche, die teils loses Gestein freisetzen) wurde im Sommer 2020 eine teilweise mit Seilen/Tauen und Tritthilfen versicherte neue Alternativroute zur Normalroute via Südostgrat errichtet. Diese neue Alternative zum klassischen Normalanstieg im Felsaufbau zwischen dem sogenannten Bahnhof und dem Sattele im Schwierigkeitsgrad bis III (UIAA) ermöglicht im Sommer einen Aufstieg von der Adlersruhe auf den Kleinglockner mit guten Absicherungsmöglichkeiten.

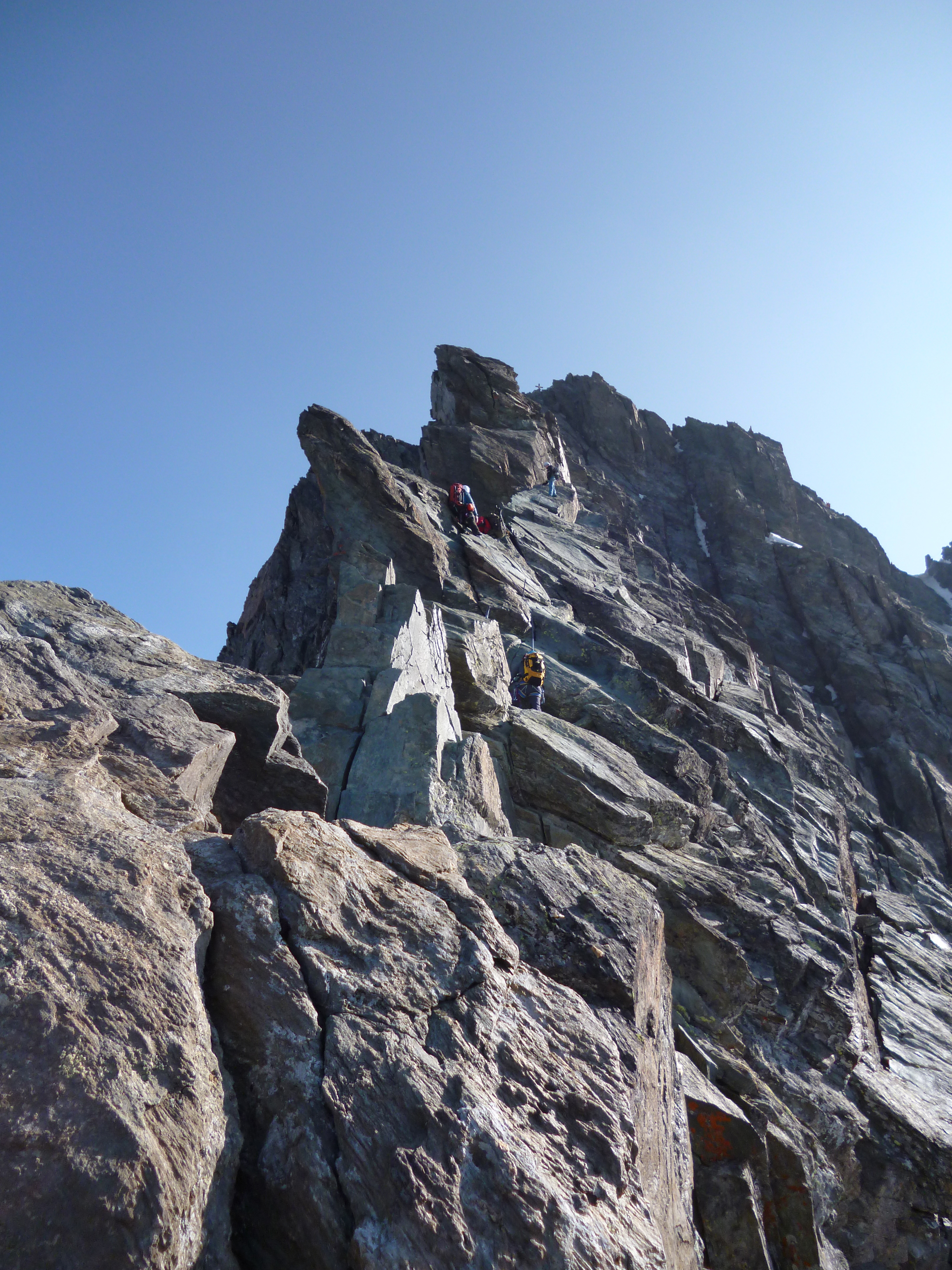
Stüdlgrat

### Weitere Anstiege
Das harte Kristallingestein, das für die Höhe des Großglockners verantwortlich ist, eignet sich dank seiner Festigkeit gut zum Klettern. Der populärste Felsanstieg auf den Glockner ist der Stüdlgrat (Südwestgrat) mit einer Schwierigkeit von III+ auf der UIAA-Skala. Dabei sind einige schwierige Stellen durch Stahlstifte oder Ähnliches entschärft. Weitere wichtige Routen sind der Nordwestgrat (III) und der Südgrat (IV+).
Eine bekannte reine Eistour ist die aktuell (2016) wegen der Klimaerwärmung zunehmend steinschlaggefährdete Pallavicinirinne mit einer Steilheit von 55°, außerdem sind die Mayerlrampe (70°), die Berglerrinne (50°) und die Nordostwand-Eisnase (90°) von Bedeutung. Wichtige kombinierte Routen sind der Nordostgrat (IV, 45° Eis), die Nordwand (IV+, 55°), die Südwand (IV, 45°), die Westwand (IV+, 45°) und die Schneiderrinne (III, 60°).

## Name

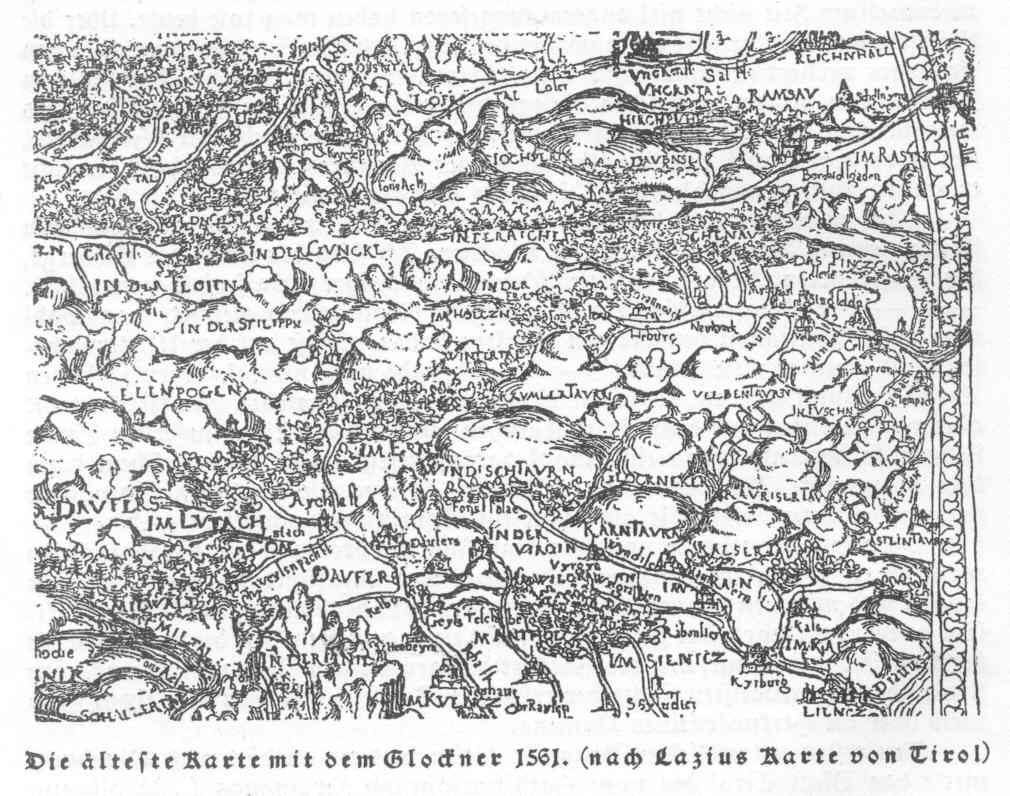
Karte von Wolfgang Lazius, 1561: Der erste Nachweis des Namens Glockner (Glocknerer)

Im Jahre 1561 ist in einer Landkarte des Wiener Kartographen Wolfgang Lazius erstmals der Name Glocknerer verzeichnet. Aus dem Jahr 1583 ist aus einer Grenzbeschreibung des Gerichtes in Kals die Bezeichnung Glogger überliefert, die erste urkundliche Erwähnung des Bergnamens. Bis ins 18. Jahrhundert wurde mit diesem Namen allerdings der gesamte Glocknerkamm bis zum Eiskögele bezeichnet. 
In späteren Karten tauchen Namen wie Glöckner Mons und Glöckelberg auf. Im Atlas Tyrolensis von Peter Anich und Blasius Hueber ist er als Glockner Berg verzeichnet, ein Name, der sich in der Folge durchsetzte. Der Zusatz „Groß-“ ist erst in den Berichten von der ersten Glocknerexpedition 1799 zu finden („Gross-Glokner“).
Zur Herkunft des Namens Glockner existiert eine Reihe überwiegend volksetymologischer Hypothesen. Der Name wird oft von seiner glockenähnlichen Form hergeleitet, eine Annahme, die bereits 1784 von Belsazar Hacquet geäußert wurde. Eine andere Hypothese leitet den Namen von im 15. Jahrhundert verwendeten und als „Glocken“ bezeichneten geschlossenen Umhängen ab, deren Form ebenfalls der des Großglockners ähnlich war. Außerdem wurde vermutet, als höchster Berg und mithin „Anführer“ seiner Umgebung habe der Glockner seinen Namen von den mit Glocken ausgestatteten und Glogga genannten Leithammeln der Schafherden erhalten. 
Auch eine Ableitung von dem Dialektwort „klocken“ (donnern, poltern), das sich auf die Geräusche des Eis- und Steinschlags an den Flanken des Berges beziehen soll, wurde diskutiert. 
Aufgrund der mehrhundertjährigen Präsenz der Alpenslawen in Osttirol und Oberkärnten wird auch eine Herkunft von dem altslowenischen Wort Klek, einer häufigen Bezeichnung für spitze Gipfel, für möglich gehalten. Die große Zahl slawischer Orts-, Fluss- und Bergnamen in Kärnten lassen diese Theorie plausibel erscheinen. Der heutige slowenische Name des Berges ist „Veliki Klek“.

## Sagen
Die reale Bedrohung durch Gletschervorstöße hat sich in vielen Regionen des Alpenraumes in mythischen Erklärungen für diese Gefahr niedergeschlagen. So wird auch die Vergletscherung des Großglocknergebietes in alten Sagen als Strafe für die Verschwendungssucht der Bauern im früher angeblich fruchtbaren Pasterzental gesehen, das mit seinem gesamten Umfeld zu Eis erstarrte. Einer Variante dieser Sage nach verwandelte ein Zauberer vom Hundstein erst das Wiesbachhorn in einen Gletscher, bevor er wegen seiner Unnachgiebigkeit den von ihm Bestraften gegenüber selbst im Eis, der heutigen Pasterze, eingekerkert wurde. Der Großglockner steht seit dieser Zeit über dem Gletscher, um den Gefangenen zu bewachen.

## Geschichte

### Frühe Erkundungen

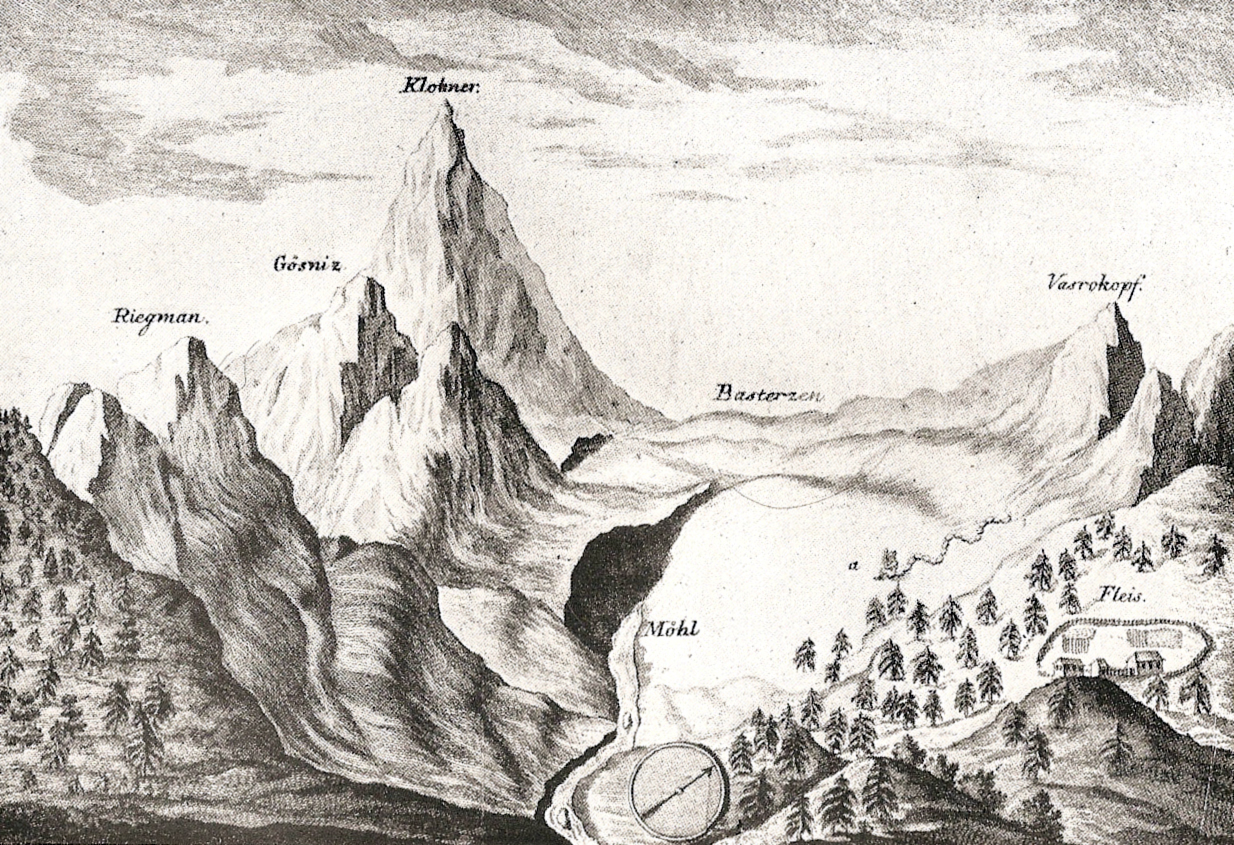
Dieser Kupferstich von Belsazar Hacquet aus dem Jahr 1782 gilt als erste Abbildung des Großglockners

Die ersten konkreten Überlegungen zu einer möglichen Besteigung stellte der französische Naturforscher Belsazar Hacquet in seinem 1783 erschienenen Werk Mineralogisch-botanische Lustreise von dem Berg Terglou in Krain, zu dem Berg Glokner in Tyrol, im Jahr 1779 und 81 an. Er vermutete bereits den späteren Weg der Erstersteiger als günstigsten Anstieg. Hacquet bereiste die Gegend um den Glockner mehrmals und vermaß den Berg, wobei seine Schätzung der Höhe mit 20.000 Klaftern (ca. 3793 m) bereits erstaunlich nahe bei der heute offiziellen Höhe lag. Von Hacquet stammt in Form eines Kupferstichs, der den Großglockner und die Pasterze zeigt, auch die erste bekannte Abbildung des Großglockners.

### Die Glocknerexpedition 1799
Im Jahre 1783 wurde Franz II. Xaver von Salm-Reifferscheidt-Krautheim als Fürstbischof nach Kärnten berufen, wo er unter anderem in Kontakt mit den naturwissenschaftlich interessierten Geistlichen Sigismund Ernst Hohenwart und Franz Xaver Freiherr von Wulfen kam. Beeinflusst durch die Erstbesteigung des Mont Blanc 1786 beschloss Salm, eine Expedition zum Glockner zu organisieren, nachdem Wulfen und Hohenwart bereits 1795 erste Vermessungen rund um den Berg vorgenommen hatten und Salm selbst 1798 das Gebiet inspiziert hatte. Die Expedition hatte nicht nur die genauere Vermessung des Berges, sondern auch dessen Erstbesteigung zum Ziel.
Als Bergführer wurden zwei Bauern aus Heiligenblut ausgewählt, die in den Berichten als „Die Glokner“ bezeichnet werden. Deren Auftrag umfasste die Planung der Route, die Wahl der Ausrüstung, Erkundungen und die Organisation der Expedition. Weitere Bauern und Zimmerer aus Heiligenblut errichteten unter ihrer Anleitung Wege und die nach dem Fürstbischof benannte Salmhütte, die erste Schutzhütte der Ostalpen. Diese Unterkunft lag unterhalb vom Leiterkees, höher als die heutige Salmhütte und bot Platz für die insgesamt 30 Expeditionsteilnehmer, darunter auch Hohenwart, Wulfen und den Konsistorialrat Johann Zopoth. 
Die beiden „Glokner“ erkundeten den Weg über das damals noch viel größere Leiterkees, die Hohenwartscharte und das Glocknerleitl bis knapp unter den Gipfel des Kleinglockners. Es wurde auch die Vermutung geäußert, bei ihrer Erkundung am 23. Juli 1799 hätten sie bereits den Gipfel des Kleinglockners erreicht, dies jedoch verschwiegen, da niemand der „Herren“ dabei gewesen sei. Nach zwei wegen Schlechtwetters abgebrochenen Versuchen erreichten Hohenwart und vier Führer, darunter die „Glokner“, am 24. August den Gipfel des Kleinglockners und errichteten dort ein Gipfelkreuz.

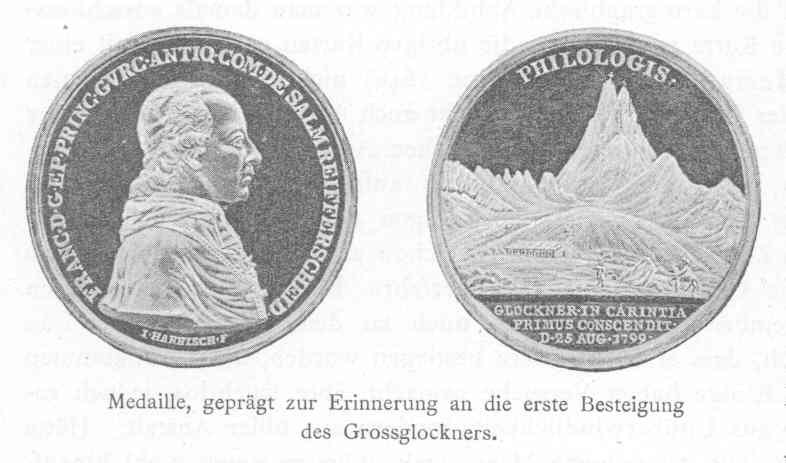
Gedenkmedaille zur angeblichen Besteigung des Großglockners im Jahr 1799. Auf dem Avers ist Bischof Salm abgebildet, auf dem Revers der Großglockner mit der Salmhütte im Vordergrund, darunter das Besteigungsdatum 25. August 1799.

Ungenaue Berichte führten zu der lange Zeit verbreiteten Meinung, damals wäre bereits der Großglockner erklettert worden. Hohenwart schrieb etwa „[…] gelang es mir und meinen vier Wegweisern, den Glockner ganz zu erklettern“ und es ist von der „Besteigung der zweiten Spitze“ die Rede. Das vermutlich von Expeditionsteilnehmer Johann Zopoth verfasste und von Bischof Salm überarbeitete, aber anonym publizierte Tagebuch einer Reise auf den bis dahin unerstiegenen Berg Gross-Glokner vermerkt: „Er ist nun erstiegen, der […] Glokner, diese Zierde des norischen Gebirges“. Es wird davon ausgegangen, dass die ungenauen Berichte unter anderem das Ziel hatten, die Expedition als Erfolg darstellen zu können, obwohl bereits im September 1799 ein erneuter Versuch für das nächste Jahr geplant und sogar schon Vorbereitungen wie der Ausbau der Salmhütte getroffen wurden.
Verstärkt wurde die Legende durch die spätere Herausgabe einer Gedenkmedaille durch Bischof Salm, die den Großglockner mit einem Gipfelkreuz zeigt und als Datum der Erstbesteigung den 25. August 1799 angibt.

### Erstbesteigung 1800
Die zweite Expedition im Jahr 1800 war mit 62 Teilnehmern mehr als doppelt so groß wie die erste. Unter den neuen Teilnehmern waren unter anderem der Pädagoge Franz Michael Vierthaler, der Botaniker David Heinrich Hoppe, der Landvermesser Ulrich Schiegg mit seinem Schüler Valentin Stanič sowie die Pfarrer von Dellach im Drautal und Rangersdorf, Franz Joseph Orrasch (auch Horasch genannt) und Mathias Hautzendorfer. Als Führer für die Gipfeletappe wurden dieselben vier Bauern und Zimmerleute wie im Vorjahr verpflichtet. Neben dem personellen wurde auch der organisatorische Aufwand gesteigert, so wurde etwa auf der Hohenwartscharte eine zweite Hütte, die Hohenwarte, errichtet.
Am 28. Juli drang der Gipfeltrupp bis zum Kleinglockner vor, wo Hohenwart, Hoppe und Orrasch zurückblieben. Die vier Führer erstiegen als erste den Gipfel des Großglockners, versicherten den Anstieg mit Seilen und kehrten zum Kleinglockner zurück. Zusammen mit dem Pfarrer Mathias Hautzendorfer erstiegen sie dann den Großglockner ein weiteres Mal. Hautzendorfer musste dazu überredet werden: „Sie liessen ihn nicht von der Stelle, da er fortgehen wollte. […] Er bereitete sich wie zum Tode.“ Doch die Expedition galt erst als gelungen, wenn „Einer von den Herren“ den Gipfel erreicht hatte. 
Dass dies Hautzendorfer war, gilt erst seit der Entdeckung eines Expeditionsberichts von Joseph Orrasch im Jahre 1993 als gesichert. Aufgrund fehlerhafter Beschreibungen des mit Bischof Salm auf der Adlersruhe zurückgebliebenen Franz Michael Vierthaler galt lange Zeit Joseph Orrasch, der nach heutigem Wissensstand nur als erster Teilnehmer den Kleinglockner erreicht hatte, als Erstbesteiger.
Die vier an der Gipfelbesteigung beteiligten Bauern und Zimmerleute werden in den veröffentlichten Berichten der Expeditionsteilnehmer nicht namentlich genannt. Hier werden die zwei mit der Führung der Expedition betrauten Hauptführer einfach als „Die Glokner“ bezeichnet, ihre Identität stand für die Expeditionsteilnehmer im Vergleich zu ihrer bedeutenden Funktion im Hintergrund: „Man hatte … zwei beherzte Bauern aus der h. Bluter Pfarrei gewählt. Beide heißen von nun an als erste Besteiger des Berges die Glokner“. Meist werden als Namen der „Glokner“ die Brüder Sepp und Martin Klotz aus Heiligenblut genannt. Dies wird heute jedoch angezweifelt: „Kloz“ war lediglich der Spitzname eines der „Glokner“, den dieser von Bischof Salm für das Lösen einer Wechte („Schneeklotz“) erhielt. 
Der Name „Klotz“ kam zur fraglichen Zeit in Heiligenblut nicht vor. Auch der Hoysen-Sepp, ein Heiligenbluter Bauer, der später etwa die Graf Apponyi-Expedition von 1802 führte, gilt als möglicher Teilnehmer, wobei hinter diesem Namen auch ein Alias des bereits erwähnten Sepp Klotz vermutet wird. In einem nicht publizierten Schreiben von Ulrich Schiegg wird ein Martin Reicher als einer der „Glokner“ genannt. Somit stehen aus heutiger Sicht von den fünf Erstbesteigern nur Martin Reicher und Mathias Hautzendorfer namentlich fest.
Bereits am nächsten Tag wurde der Großglockner zum zweiten Mal erstiegen, diesmal erreichten auch Schiegg und Stanič den Gipfel. Sie führten Luftdruckmessungen durch und vermaßen den Gipfel. Die Bauern befestigten das mitgebrachte Gipfelkreuz, an dem auch ein Barometer für künftige Messungen zurückgelassen wurde.
Bischof Salm finanzierte in den Jahren 1802 und 1806 noch zwei weitere Glocknerexpeditionen. 1802 erreichte auch Sigismund Hohenwart den Gipfel, Salm selbst gelangte niemals weiter als zur Adlersruhe, wie bereits im Jahr 1800.

### Weitere Expeditionen des frühen 19. Jahrhunderts

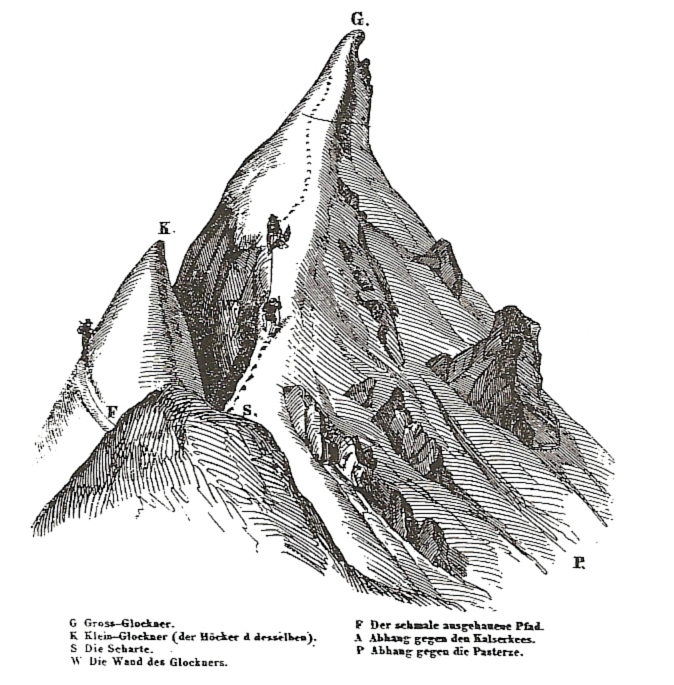
Anstiegsskizze von Dionýs Štúr (1855)

1802 unternahm der Naturwissenschaftler Joseph August Schultes mit dem Grafen Apponyi eine Expedition, die er 1804 in seiner vierbändigen „Reise auf den Glockner“ beschrieb, die auch die Berichte der Erstbesteigung enthält. Im Zuge der Wirren der Napoleonischen Kriege wurde der Glockner in den folgenden Jahren nur selten bestiegen, die Hütten verfielen unter den damals vorrückenden Gletschern und wurden von der einheimischen Bevölkerung geplündert.
Nach dem Ende der Kriege 1814 avancierte der Großglockner jedoch zu einem beliebten Ziel für Alpinisten und Forscher, unter den erfolgreichen Besteigern waren unter anderem Karl Thurwieser (1824), Hermann und Adolph von Schlagintweit (1848), Anton von Ruthner (1852) und Dionýs Štúr (1853). 
Hierbei handelte es sich noch ausschließlich um Alpinisten, die zumindest teilweise auch kartierten, vermaßen und forschten. Der Geoplastiker Franz Keil entwarf nach seiner Besteigung 1854 ein topografisches Relief, das lange Zeit als die genaueste Darstellung des Massivs galt.
Unternehmungen, die ein sportlich-alpinistisches über das wissenschaftliche Interesse stellten, bekamen etwa mit dem ersten Alleingang (bis dahin war niemand ohne Führer auf den Gipfel gelangt) durch Stephan Steinberger 1854 und der ersten Winterbegehung (Francisci und Liendl 1853) einen höheren Stellenwert und bedeuteten das Ende der aufwendigen Expeditionen. Neue Routen wurden in dieser Zeit nicht erschlossen, alle Besteigungen erfolgten über den Weg der Erstersteiger.

### Erschließung weiterer Routen

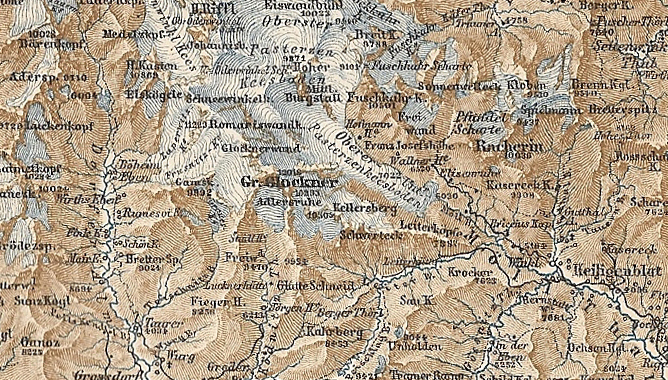
Karte des Glockners von 1878

In Heiligenblut war der Glocknertourismus zur Mitte des 19. Jahrhunderts bereits ein bedeutender Wirtschaftsfaktor, und die Monopolstellung des Kärntner Ortes als einziger Ausgangspunkt einer Glocknerbesteigung schlug sich in hohen Preisen nieder. Ab 1852 begann der Lienzer Joseph Mayr mit der Unterstützung der Dorfbewohner nach einem Anstieg von Kals aus zu suchen, um den Tirolern einen Anteil am wachsenden Tourismus zu sichern. 
Erst im Jahr 1854 wird von ersten Besteigungen von Kals aus berichtet, wobei damals ausschließlich der etwas umständliche Mürztaler Steig über die Burgwartscharte (3104 m) und das Leiterkees gewählt wurde. In den folgenden Jahren kam es zu einem harten Konkurrenzkampf zwischen den beiden Dörfern. Die geringeren Kosten für Nächtigung, Verpflegung und Bergführer in Kals und die Entdeckung der kürzeren, direkten Verbindung zwischen Glocknerleitl und Ködnitzkees durch Julius Payer 1863 führten dazu, dass bereits 1869 35 Gipfelbesteigungen von Kals nur dreien von Heiligenblut aus gegenüberstanden.
Um die Attraktivität von Kals als Ausgangspunkt zu erhöhen, hatte man bereits ab 1853 versucht, einen neuen gletscherfreien Anstieg über den Südgrat zu erschließen. 1864 wurde dieser Grat erstmals durchklettert, stellte sich jedoch als schwieriger als erwartet heraus. Um den Neuen Kalser Weg dennoch zu einem konkurrenzfähigen Anstieg auszubauen, finanzierte der Prager Kaufmann Johann Stüdl die Errichtung der Stüdlhütte, die Neuorganisation des Kalser Bergführerwesens und die Errichtung eines Klettersteigs über den später nach ihm benannten Südwestgrat. Der Klettersteig konnte sich jedoch nicht als neuer Normalweg durchsetzen und verfiel, da er einerseits trotz der Versicherungen schwieriger als der Ostanstieg war und andererseits am 5. August 1869, dem Tag seiner Eröffnung, ein neuer Weg zur Adlersruhe von der Kärntner Seite gefunden wurde. Dieser von Karl Hofmann erstbegangene Weg über das später nach ihm benannte Hofmannskees wurde für lange Zeit zum beliebtesten Weg bis zur Adlersruhe und führte zu einer wieder steigenden Beliebtheit von Heiligenblut als Ausgangspunkt.
Am 24. Juli 1869 erreichte als erste Frau die Britin Mary Whitehead die Spitze des Großglockners.

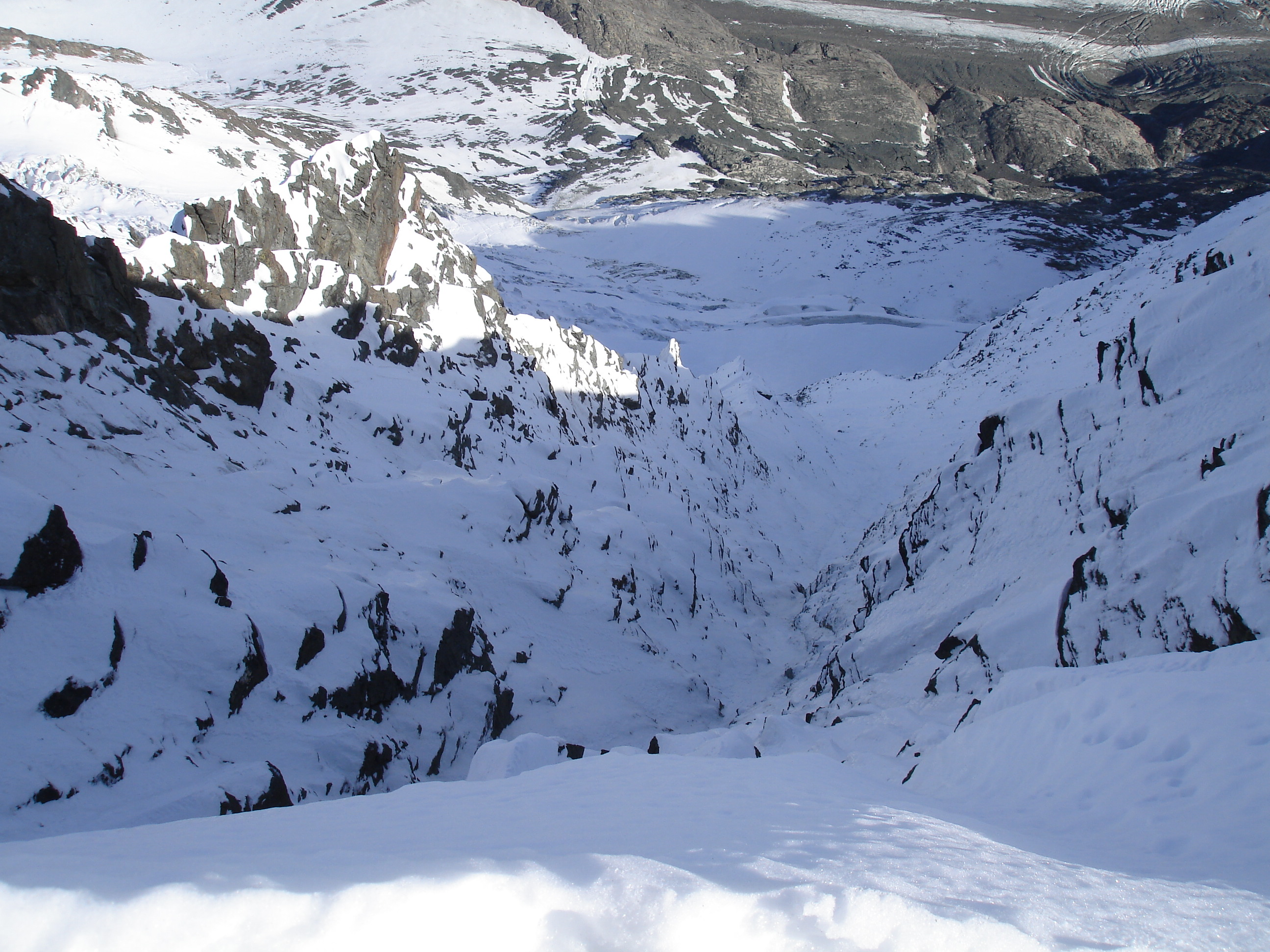
Blick vom Kleinglockner in die Pallavicinirinne.

1876 erkletterten die Bergführer Hans Tribusser, G. Bäuerle und J. Kramser aus Heiligenblut mit Alfred von Pallavicini die 600 Meter hohe und bis 55° geneigte Nordostrinne. Die Durchsteigung, für die Tribusser 2500 Stufen in das Eis der Pallavicini-Rinne schlug, gilt als eine der größten alpinistischen Leistungen ihrer Zeit. Die Pallavicinirinne wurde erst 23 Jahre später ein zweites Mal durchstiegen.
In den folgenden Jahrzehnten folgten die Erstbegehungen immer schwierigerer Routen durch Fels-, Eis- und kombiniertes Gelände, wie 1879 der Nordwestgrat, 1911 der Nordostgrat, 1926 die Nordwand (Willo Welzenbach) und 1929 die Berglerrinne. 1967 wurde mit der Mayerlrampe der heute beliebteste und 1984 mit dem Theo-Riml-Gedenkanstieg durch die Nordostwand einer der schwierigsten Eisanstiege auf den Glockner eröffnet. Seit der Erstbegehung des sogenannten Smaragdpfeilers unterhalb des Kleinglocknerkees im selben Jahr gelten alle Grate, Wände und Rinnen des Großglockners als bezwungen, weitere neue Routen stellen nur mehr Varianten der bestehenden Hauptanstiege dar.

### Auswirkungen des Gletscherschwundes

Frühes Foto mit Glocknerkees (1930er-Jahre)

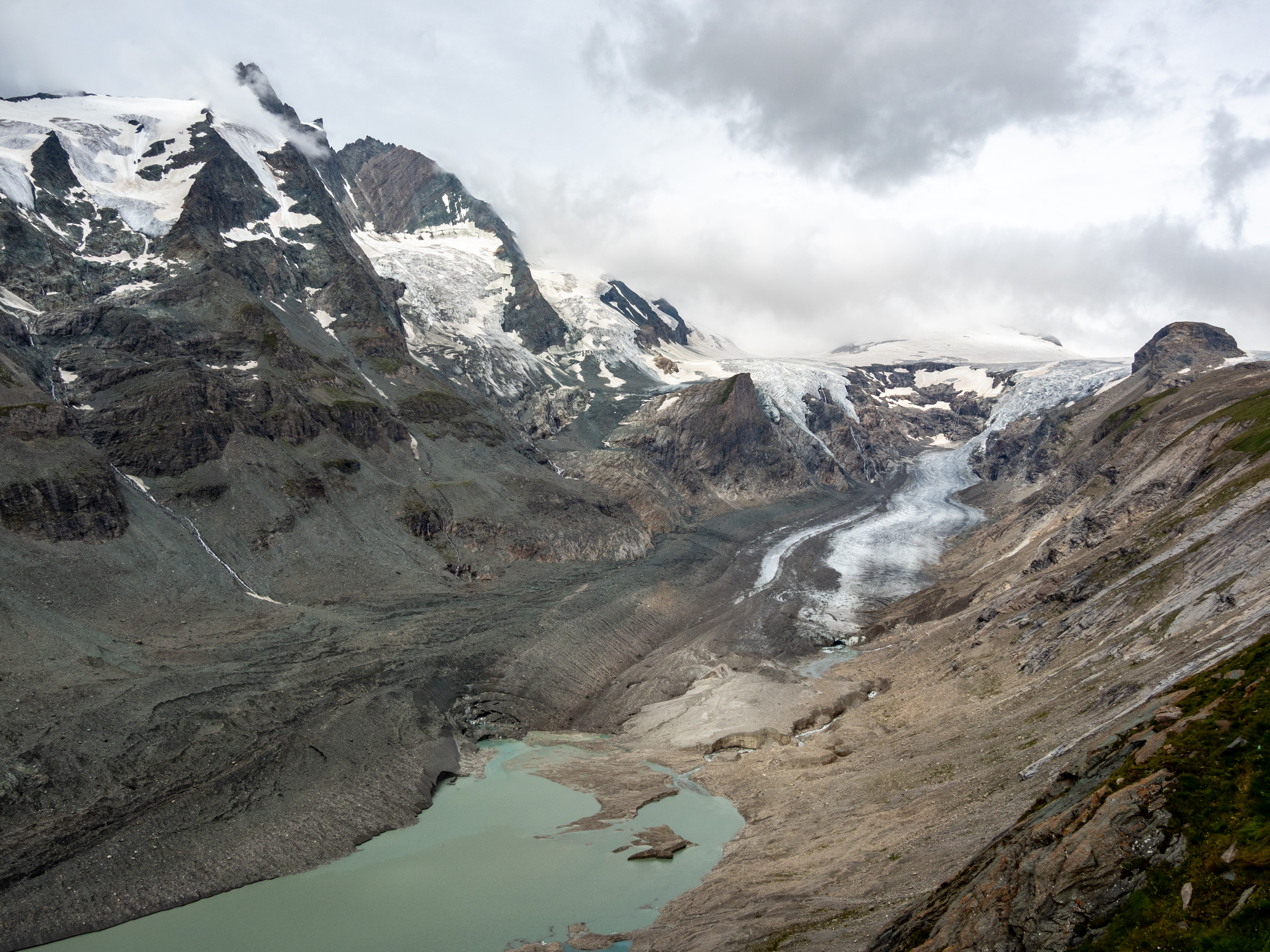
Glocknerkees und Hufeisenbruch der Pasterze 2020 mit Kleinem Burgstall oberhalb des Sandersees

Im Zuge der globalen Erwärmung im 20. Jahrhundert kam es in den letzten Jahrzehnten am Großglockner zu einer massiven Gletscherschmelze und dem Auftauen der alpinen Permafrostböden. Dies wirkt sich deutlich auf den Alpinismus aus. Die Eisanstiege des Großglockners wie die Pallavicinirinne weisen meist nur noch im Frühling und Frühsommer eine ausreichende Firnbedeckung auf, später im Jahr erschwert Blankeis die Begehung. Darüber hinaus hat die rasche Ausaperung eine erhöhte Steinschlaggefahr zur Folge. In manchen Jahren können diese früher den ganzen Sommer über möglichen Routen bereits im Juni nicht mehr begangen werden. Aber auch der jahrzehntelang als einer der beliebtesten Wege geltende Anstieg über die stark zurückweichende Pasterze und das Hoffmannskees ist betroffen und teilweise wegen erhöhter Spaltenbildung, Blankeis und Steinschlag kaum mehr begehbar. Das Glocknerleitl oberhalb der Erzherzog-Johann-Hütte weist im Hochsommer zunehmend Blankeis auf. 
Als Alternative wurde der lange Zeit eher unpopuläre Weg der Erstersteiger von der Salmhütte über die inzwischen nahezu apere Hohenwartscharte Ende des 20. Jahrhunderts wieder hergerichtet und stellt heute den wichtigsten Anstieg von der Kärntner Seite dar, kann jedoch nicht mit dem Weg von Kals aus konkurrieren. 
Auch die Erzherzog-Johann-Hütte war durch das Auseinanderbrechen ihres aus auftauendem Permafrostboden bestehenden Untergrundes gefährdet. Im Juni 2016 wurde nach 15-jähriger Arbeit die Fundamentkonsolidierung, Sanierung und Modernisierung der Hütte abgeschlossen.
Allgemein gilt der Glockner als häufig unterschätzter Berg, es kommt regelmäßig zu schweren Unfällen. Die größten Gefahren sind – neben Steinschlag – Gewitter und Wetterstürze, Lawinen zu jeder Jahreszeit und Gletscherspalten. 
Insgesamt sind bislang 248 Menschen am Großglockner zu Tode gekommen (Stand 2004), deren Namen an Gedenkstätten in Kals und Heiligenblut verzeichnet sind.

### Entwicklung des Skisports
Der Großglockner wurde schon 1909 von Max Winkler und Fritz Strobl erstmals mit Skiern bestiegen, die später erfolgte Umrundung des Glocknermassivs, die Glocknerumfahrung, wurde zu einer bis heute beliebten Skitour. 
Ab 1935 wurde sogar, sofern es die Verhältnisse zuließen, das jährliche hochalpine Glockner-Skirennen durchgeführt. Als Abfahrtslauf oder Riesenslalom und mit von Jahr zu Jahr stark voneinander abweichenden Streckenführungen ausgetragen, brauchten die Sieger für die Strecke von der Adlersruhe über das Hofmannskees bis zur Pasterze jeweils zwei bis drei Minuten. 1959 fand das letzte Glocknerrennen statt, ein Grund für das Ende dieser Veranstaltung waren die schlechter werdenden Bedingungen aufgrund des Gletscherschwundes.
Die Eisanstiege der Nordseite wurden in der zweiten Hälfte des 20. Jahrhunderts zu einem interessanten Ziel für Extremskifahrer. Die Pallavicinirinne wurde 1961 erstmals mit Firngleitern (Gerhard Winter, Herbert Zakarias) und 1971 auch mit Skiern (Michael Zojer) befahren. 1981 durchfuhr Stefan Eder die Berglerrinne, 1986 gelang Andreas Orgler die Befahrung der bis zu 70° steilen Mayerlrampe.
Trotz seiner Steilheit gilt der Berg heute für Skitouristen als beliebtes Ziel. Die Stüdlhütte ist daher auch während der Tourensaison von März bis Mai geöffnet und der Großglockner wird als Skitourenziel intensiv beworben. Der Aufstieg mit Skiern ist über das Ködnitzkees oder das Hofmannskees möglich. Üblicherweise wird jedoch nicht mit Skiern bis ganz zum Gipfel aufgestiegen.

### Gipfelkreuz

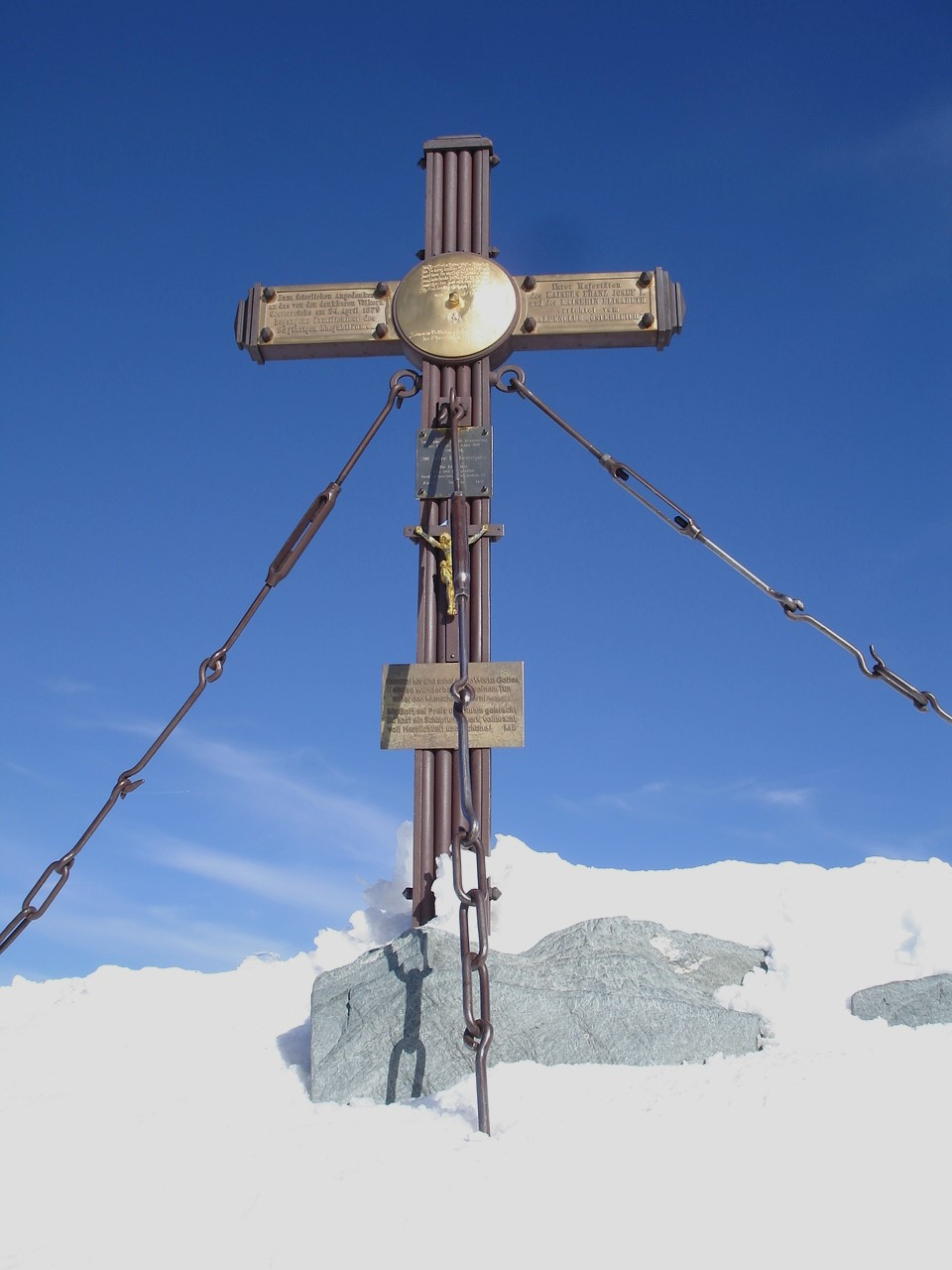
Das Kaiserkreuz am Gipfel des Großglockners (Zustand 2024)

Das erste Gipfelkreuz stellten die vier oben genannten Zimmerleute bereits am 29. Juli 1800 auf, also einen Tag nach der Erstbesteigung. Aufgrund der Exponiertheit verfiel das Holzkreuz jedoch bereits nach wenigen Jahren. Die Kreuze am Klein- und Großglockner von 1799 und 1800 gehörten zu den ersten Gipfelkreuzen im heutigen Sinne, die eigens für die Aufstellung auf einem Gipfel kunstvoll angefertigt wurden.
Der Österreichische Alpenklub sicherte sich 1879 den Grund zur Errichtung eines neuen Kreuzes. Dieses wurde anlässlich ihres 25-jährigen Ehejubiläums Kaiser Franz Joseph I. und Kaiserin Elisabeth gewidmet, die bereits 1865 den Berg von der Franz-Josephs-Höhe aus besichtigt hatten. Es wurde von Friedrich von Schmidt entworfen und durch die „Hüttenberger Eisengewerks-Gesellschaft“ in Klagenfurt kostenfrei ausgeführt. 
Am 2. Oktober 1880 wurde das drei Meter hohe und 300 kg schwere eiserne Kaiserkreuz von Kalser Bergführern am Gipfel aufgestellt. Es bestand aus Einzelteilen von je 16 kg, die mittels raffinierter Schraub- und Steckverbindungen zusammengefügt wurden. – Zum 200-jährigen Jubiläum der Erstbesteigung wurde das Kreuz mit einem Hubschrauber ins Tal geflogen und restauriert. Während dieser Zeit war ein Ersatzkreuz angebracht.
Das Kreuz trägt heute kein Gipfelbuch mehr, nachdem mehrere Gipfelbücher gestohlen worden waren. Stattdessen wurde im Juni 2007 ein „Online-Gipfelbuch“ eingerichtet. Ein laufend wechselnder Zugangscode war am Gipfelkreuz zu finden, um nur tatsächlichen Besteigern eine Eintragung zu ermöglichen. Dieses Projekt wurde allerdings im Juni 2008 beendet.
Im Mai 2010 wurde unter dem Kreuz eine Gedenktafel für den verstorbenen Politiker Jörg Haider errichtet, aufgrund von Protesten und Beschädigungen jedoch nach kurzer Zeit wieder entfernt. 
Im August desselben Jahres wurde das Kreuz vermutlich durch Blitzschlag aus seiner Verankerung gerissen und drohte abzustürzen, sodass es in einer aufwändigen Aktion neu fixiert werden musste.
Seit dem 8. Februar 2024 steht das Gipfelkreuz unter Denkmalschutz (Listeneintrag).

### Erschließungspläne und Naturschutz
Die touristische Attraktivität des Großglockners hatte mehrere Projekte zur Erschließung des Gebietes für den Massentourismus zur Folge. Schon 1889 wurde erstmals an eine Stollenbahn auf die Adlersruhe gedacht. 1895 wurden von Heiligenblut am Großglockner Richtung Pasterze Trassierungsarbeiten für eine (einen einzigen, 25 m langen Tunnel aufweisende) Bergbahn zum Grossglockner vorgenommen. 
Erste konkrete Pläne für eine Seilbahn zum Gipfel entstanden 1914. 1933 erhielten Planungen für eine Seilbahn zur Adlersruhe bereits eine „Vorkonzession“. Keines dieser frühen Seilbahnprojekte wurde in die Tat umgesetzt.
Die ausschließlich touristischen Zwecken dienende Zufahrt zur Franz-Josefs-Höhe, die Gletscherstraße, wurde dagegen 1932 eröffnet. Mit der Fertigstellung der Großglockner-Hochalpenstraße 1935 war dieser Aussichtspunkt auch von Fusch im Bundesland Salzburg aus erreichbar. Weitere Projekte zum Straßenbau, zur Einrichtung eines Skigebiets und zum Bau eines Staudamms (ausgenommen der 1953 vollendete Bau des Speichers Margaritze) wurden allerdings nicht realisiert. Zuletzt planten Investoren im Jahr 2000 eine Umlaufseilbahn von der Franz-Josefs-Höhe zur Pasterze, da diese durch den rapiden Gletscherschwund von dort aus für Touristen nur mehr erschwert zugänglich ist. 
Die dafür notwendige Herausnahme der benötigten Flächen aus dem Nationalpark konnte jedoch nicht durchgesetzt werden.
Um weitere Erschließungspläne wie die von 1914 zu verhindern, kaufte der Villacher Holzindustrielle Albert Wirth 1918 41 km² auf der Kärntner Seite des Großglockners und schenkte das Gebiet dem Österreichischen Alpenverein mit der Auflage, es vor weiterer Erschließung zu schützen. 
1938 erwarb der Alpenverein auch 30 km² auf der Tiroler Seite vom Österreichischen Bundesschatz. Der Österreichische Alpenklub ist Eigentümer von 114 m² Glockner-Gipfelfläche auf Tiroler Seite und dem Bereich des Gipfelkreuzes, das auf Tiroler und Kärntner Boden verankert und verspannt wurde. 
Dieses Gebiet wurde 1971 in den „Nationalpark Hohe Tauern“ eingegliedert, in dessen Kernzone jeglicher Grundstücksverkehr ausgeschlossen ist. 1981 wurde der Kärntner Teil des Großglockners Bestandteil des neugegründeten Nationalparks Hohe Tauern. 1986 schuf die Kärntner Landesregierung innerhalb des Nationalparks das Sonderschutzgebiet Großglockner-Pasterze mit besonders strengen Schutzbestimmungen. 
1992 wurde auch der Tiroler Anteil des Berges zum Nationalpark erklärt.

## Sonstiges
In der Gedenkstätte für die Bergtoten auf dem Friedhof Kals ist ein Modell des Bergs vorhanden.

## Dokumentarfilm
- Hessischer Rundfunk 2018: Winter am Großglockner – Wo Österreich am höchsten ist (45 min)

### Allgemein
- Eduard Richter: Die Erschliessung der Ostalpen, III. Band: Die Glockner Gruppe. Verlag des Deutschen und Oesterreichischen Alpenvereins, Berlin 1894.
- Oskar Kühlken: Das Glockner-Buch. Der Großglockner im Spiegel des Alpinismus. Das Bergland-Buch, Salzburg 1951, ISBN 3-7023-0049-X.
- Anonymus: Tagebuch einer Reise auf den bis dahin unerstiegenen Berg Gross-Glokner an den Gränzen Kärntens, Salzburgs und Tirols im Jahre 1799 (siebzehnhundertneunundneunzig). besonderer Abdr. aus d. Freyherrn von Moll Jahrbüchern d. Berg- u. Hüttenkunde. – (Nachdr. D. Ausg.). Hrsg.: Karl von Moll. Mayer/Böhlau, Salzburg / Wien 1982, ISBN 3-205-07199-9 (Erstausgabe:  1800).
- Marianne Klemun: …mit Madame Sonne konferieren. Die Großglockner-Expeditionen 1799 und 1800. Hrsg.: Kärntner Landesarchiv. Klagenfurt 2000, ISBN 3-900531-47-1.
- Hans Fischer (Hrsg.): Der Großglockner. Das Buch des Königs der deutschen Berge. Bergverlag Rudolf Rother, München 1929.
- Wolfgang Pusch, Leo Baumgartner: Großglockner. Bergverlag Rother, München 2001, ISBN 3-7633-7509-0.
- Großglockner Hochalpenstraßen AG, Österreichischer Alpenklub, Nationalpark Hohe Tauern (Hrsg.): Jubiläum Großglockner. 200 Jahre Erstbesteigung, 120 Jahre Erzherzog-Johann-Hütte. 2000.

### Karten und Führer
- Österreichischer Alpenverein (Hrsg.): Alpenvereinskarte 1:25.000. Blatt Nr. 40 Glocknergruppe.
- Bundesamt für Eich- und Vermessungswesen (Hrsg.): Österreichische Karte 1:50 000. Blatt Nr. 153 Großglockner.
- Willi End: Alpenvereinsführer Glockner- und Granatspitzgruppe. Ein Führer für Täler, Hütten und Berge. Hrsg.: Deutscher Alpenverein, Österreichischer Alpenverein, Alpenverein Südtirol. 10. Auflage. Bergverlag Rother, München 2003, ISBN 3-7633-1266-8. 11. Auflage 2010, ISBN 978-3-7633-1266-5, Großglockner, 3798 m (PDF; 874 kB) (Memento vom 30. August 2021 im Internet Archive)